# Inteligență artificială
În informatică, inteligența artificială (IA) este inteligența mașinilor, spre deosebire de inteligența naturală de la oameni și animale. Informatica definește cercetarea IA ca studiu al „agenților inteligenți⁠(d)”: orice dispozitiv care își percepe mediul și efectuează acțiuni care maximizează șansa de a-și atinge cu succes obiectivele. Mai exact, Kaplan și Haenlein definesc IA ca fiind „capacitatea unui sistem de a interpreta corect datele externe, de a învăța din astfel de date și de a folosi ceea ce a învățat pentru a-și atinge obiective și sarcini specifice printr-o adaptare flexibilă”. Termenul „inteligență artificială” este utilizat colocvial pentru a descrie mașinile care imită funcțiile cognitive pe care le asociază oamenii cu alte minți umane, cum ar fi „învățarea” și „rezolvarea problemelor”. Inteligența artificială implică dezvoltarea de algoritmi și modele care permit mașinilor să-și perceapă mediul, să își motiveze mediul și să facă acțiuni adecvate pentru a atinge obiective specifice. Acești algoritmi folosesc volume mari de date și tehnici avansate, cum ar fi învățarea automată, învățarea profundă, prelucrarea limbajului natural și vederea calculatoarelor.
Întrucât mașinile devin din ce în ce mai capabile, sarcinile considerate a necesita „inteligență” sunt deseori eliminate din definiția IA, un fenomen cunoscut sub numele de efectul IA⁠(d). O observație în teorema lui Tesler spune că „IA este ceea ce nu a fost încă făcut”. De exemplu, recunoașterea optică a caracterelor este adesea exclusă din domeniul IA, după ce a devenit o tehnologie de rutină. Capacitățile moderne ale mașinilor clasificate în general ca IA includ înțelegerea vorbirii umane, concurarea la cel mai înalt nivel a unor sisteme de jocuri de strategie (cum ar fi șah și go), autovehiculele autonome și rutarea inteligentă în rețelele de distribuție a conținutului, și simulările militare⁠(d). 
Împrumutând din literatura de management, Kaplan și Haenlein clasifica inteligență artificială în trei tipuri diferite de sisteme IA: inteligență artificială analitică, inspirată de om, și umanizată. IA analitică are doar unele caracteristici compatibile cu inteligența cognitivă; ea generează o reprezentare cognitivă a lumii și utilizează învățarea bazată pe experiențe anterioare pentru a informa deciziile viitoare. IA inspirată de om are elemente din inteligența cognitivă și emoțională; înțelegerea emoțiilor umane, în plus față de elementele cognitive, și luarea în considerare a acestora în luarea deciziilor. IA umanizată prezintă caracteristicile tuturor tipurilor de competențe (de exemplu, inteligența cognitivă, emoțională și socială⁠(d)), este capabilă să fie conștientă de sine atât ca atare, cât și în interacțiunile cu ceilalți. 
Inteligența artificială a fost fondată ca disciplină academică în 1956, și de atunci a trecut mai multe valuri de optimism, urmate de dezamăgiri și pierderi de fonduri (cunoscute sub numele de „ierni ale IA”), urmate și ele de noi abordări, succes și reînnoirea finanțării. Pentru cea mai mare parte a istoriei sale, cercetarea IA a fost împărțită în subdomenii care adesea nu au reușit să comunice între ele. Aceste subdomenii se bazează pe considerații tehnice, cum ar fi obiective specifice (de exemplu, „robotica” sau „învățarea automată”), utilizarea unor anumite instrumente („logica” sau rețele neurale artificiale) sau pe diferențe filosofice profunde. Subdomeniile se bazau și pe factori sociali (anumite instituții sau activitatea anumitor cercetători). 
Printre problemele (sau obiectivele) tradiționale ale cercetării IA se numără raționamentul⁠(d), reprezentarea cunoștințelor⁠(d), planificarea⁠(d), învățarea, prelucrarea limbajului natural, percepția⁠(d) și capacitatea de a muta și manipula obiecte. Inteligența generală se numără printre obiectivele pe termen lung ale domeniului. Abordările includ metode statistice, inteligență computațională și IA simbolică tradițională. În AI se folosesc multe instrumente, între care versiuni de optimizare matematică și de căutare, rețele neurale artificiale și metode bazate pe statistici, probabilități și economie. Domeniul IA se bazează pe informatică, inginerie informațională⁠(d), matematică, psihologie, lingvistică, filozofie și multe alte domenii. 
Domeniul a fost întemeiat pe afirmația că inteligența umană⁠(d) „poate fi descrisă atât de precis încât poate fi făcută o mașină pentru a o simula”. Acest lucru ridică argumente filosofice cu privire la natura minții și la etica creării de ființe artificiale dotate cu inteligență umană, care sunt chestiuni care au fost explorate de mit⁠(d), ficțiune și filozofie⁠(d) încă din Antichitate. Unii oameni consideră și că IA ar fi un pericol pentru omenire dacă progresează necontrolat. Alții cred că, spre deosebire de revoluțiile tehnologice anterioare, IA va crea un risc de șomaj în masă⁠(d). 
În secolul al XXI-lea, tehnicile de IA au înregistrat o renaștere în urma unor progrese concomitente în puterea de calcul⁠(d), acumulării de cantități mari de date, și înțelegerii teoretice; iar tehnicile IA au devenit o parte esențială a industriei tehnologice⁠(d), ajutând la rezolvarea multor probleme dificile în domeniul informaticii, ingineriei software și cercetării operaționale⁠(d).

## Istorie
Ființele artificiale capabile de gândire apăreau în antichitate ca tehnici narative și au fost obișnuite în ficțiune, ca în Frankenstein al lui Mary Shelley sau RUR (Rossum's Universal Robots) al lui Karel Čapek. Aceste personaje și destinul lor au ridicat multe din aceleași probleme discutate acum în etica inteligenței artificiale.
Studiul raționamentului formal a început cu filozofii și matematicienii din Antichitate. Studiul logicii matematice a condus direct la teoria computației a lui Alan Turing, care sugera că o mașină, amestecând simboluri simple ca „0” și „1”, ar putea simula orice acțiune de deducție matematică posibilă. Această observație, că calculatoarele numerice pot simula orice proces de raționament formal, este cunoscută sub numele de teza Church-Turing. Odată cu descoperirile concurente din neurobiologie, teoria informației și cibernetică, cercetătorii au luat în considerare posibilitatea creării unui creier electronic. Turing a sugerat că „dacă un om nu ar putea distinge între răspunsurile unei mașini și cele ale unui om, atunci mașina ar putea fi considerată «inteligentă»”. Prima lucrare care este acum recunoscută în general ca fiind de IA a fost „neuronii artificiali” Turing-compleți ai lui McCullouch⁠(d) și Pitts⁠(d).
Domeniul cercetării IA s-a născut la un workshop⁠(d) la Colegiul Dartmouth⁠(d) în 1956. Participantii Allen Newell (CMU⁠(d)), Herbert Simon (CMU⁠(d)), John McCarthy (MIT), Marvin Minsky (MIT) și Arthur Samuel⁠(d) (IBM) au devenit fondatorii și liderii cercetarii IA. Ei și studenții lor au produs programe pe care presa le-a descris ca fiind „uimitoare“: calculatoarele învățau strategii de dame (c . 1954) (și până în 1959 ajunseseră să joace mai bine decât media jucătorilor umani), să rezolve probleme de algebră, să demonstreze teoreme logice (Logic Theorist⁠(d), prima rulare c. 1956) și să vorbească în engleză. Până la mijlocul anilor 1960, cercetarea în SUA a fost finanțată în mare măsură de Departamentul Apărării, și s-au înființat laboratoare în întreaga lume. Fondatorii IA erau optimiști în privința viitorului: Herbert Simon prezicea: „mașinile vor fi capabile, în decurs de douăzeci de ani, să facă orice lucru poate face un om”. Marvin Minsky era de acord, scriind: „într-o generație... problema creării «inteligenței artificiale» va fi rezolvată substanțial”.
Ei nu puteau însă identifica dificultatea unor sarcini rămase de realizat. Progresul a încetinit, iar în 1974, în urma criticii lui James Lighthill⁠(d) și a presiunii continue a Congresului SUA de a finanța proiecte mai productive, guvernele american și britanic au întrerupt cercetarea exploratorie în IA. Următorii câțiva ani aveau mai târziu să fie numiți „iarna IA⁠(d)”, o perioadă în care obținerea de finanțare pentru proiectele de IA era dificilă. 
La începutul anilor 1980, cercetarea IA a fost revitalizată de succesul comercial al unor sisteme expert, o formă de programe IA care simulau cunoștințele și abilitățile analitice ale experților umani. Până în 1985, piața pentru IA ajunsese la peste un miliard de dolari. În același timp, proiectul japonez de calculator de generația a cincea⁠(d) a inspirat guvernele american și britanic să reînceapă finanțarea cercetării academice. Cu toate acestea, începând cu prăbușirea pieței de mașini Lisp⁠(d) în 1987, IA a căzut din nou în dizgrație începând o a doua pauză de durată.

IA și-a restaurat treptat reputația spre sfârșitul anilor 1990 și la începutul secolului al XXI-lea exploatând metodele matematice formale și găsind soluții specifice la probleme specifice. Această concentrare „îngustă” și „formală” a atenției a permis cercetătorilor să producă rezultate verificabile și să colaboreze cu alte domenii (cum ar fi statistica, economia și matematica). Până în 2000, soluțiile dezvoltate de cercetătorii din domeniul IA erau folosite pe scară largă, deși în anii 1990 ele fuseseră rareori descrise drept „inteligență artificială”.
Mai mulți cercetători academici s-au îngrijorat însă că IA nu își mai urmărește obiectivul său de la origini, de a crea mașini versatile, pe deplin inteligente. Începând de prin 2002, ei au fondat subdomeniul inteligenței artificale generale („IAG”), care beneficia de câteva instituții bine finanțate la începutul anilor 2010.
Deep learning a început să domine reperele din industrie în 2012 și a fost adoptat în tot domeniul.
Pentru multe sarcini specifice, alte metode au fost abandonate.
Succesul deep learningului s-a bazat atât pe progrese în domeniul hardware-ului (calculatoare mai rapide, unități de prelucrare grafică, cloud computing) și acces la mari cantități de date (inclusiv seturi de date îngrijite, cum ar fi ImageNet⁠(d)). Succesul deep learningului a dus la o enormă creștere a interesului și finanțării IA. Cantitatea de cercetare în domeniul învățării automate (măsurată după publicații totale) a crescut cu 50% în anii 2015–2019.
În 2016, problemele de corectitudine⁠(d) și de rea utilizare a tehnologiei au fost catapultate pe scena centrală a conferințelor de învățare automată, numărul de publicații a crescut mult, au apărut surse de finanțare și mulți cercetători și-au reorientat carierele către aceste subiecte. Problema alinierii⁠(d) a devenit un domeniu serios de studiu academic.
Spre sfârșitul anilor 2010 și la începutul anilor 2020, companiile de IAG au început să livreze programe care au generat un interes enorm. În 2015, AlphaGo⁠(d), dezvoltat de DeepMind, l-a învins pe campionul mondial de Go⁠(d). Programul a fost învățat doar regulile jocului și și-a dezvoltat singur o strategie. GPT-3⁠(d) este un model de limbaj mare lansat în 2020 de OpenAI și capabil de a genera texte de bună calitate similare celor scrise de oameni. Aceste programe, ca și altele, au inspirat un agresiv boom IA⁠(d), în care multe mari companii au început să investească miliarde în cercetarea IA. Conform AI Impacts, circa 50 de miliarde de dolari se investeau anual în „IA” la nivelul anului 2022 doar în SUA și circa 20% din noii absolvenți americani de informatică s-au specializat în „IA”.
În SUA, în 2022 existau circa 800.000 de locuri de muncă vacante având legătură cu IA.

## Elementele de bază
O IA tipică își analizează mediul și efectuează acțiuni care îi maximizează șansele de succes. Funcția utilitate (sau obiectiv) dorită pentru o OA poate fi simplă („1 dacă IA câștigă jocul de go, 0 în caz contrar”) sau complexă („efectuează acțiuni matematic asemănătoare celor care au reușit în trecut”). Obiectivele pot fi definite explicit sau induse. Dacă IA este programată pentru „învățarea prin întărire⁠(d)”, obiectivele pot fi induse implicit prin recompensarea unor tipuri de comportament sau prin pedepsirea altora. Alternativ, un sistem evolutiv poate induce scopuri prin folosirea unei funcții de fitness⁠(d) pentru a muta și replica în mod preferențial sistemele AI cu scoruri mari, similar cu modul în care animalele au evoluat pentru a-și dori în mod inerent anumite obiective, cum ar fi găsirea de alimente.  Unele sisteme AI, cum ar fi cel mai apropiat vecin, în loc de rațiune prin analogie, aceste sisteme nu au scopuri generale, cu excepția cazului în care scopurile sunt implicite în datele lor de instruire.  Astfel de sisteme pot fi încă evaluate, dacă sistemul non-goal este încadrat ca un sistem al cărui "scop" este de a-și îndeplini cu succes sarcina îngustă de clasificare. 
IA gravitează adesea în jurul utilizării algoritmilor. Un algoritm este un set de instrucțiuni neechivoce pe care un calculator mecanic le poate executa. Un algoritm complex este adesea construit pe baza altor algoritmi mai simpli. Un exemplu simplu al unui algoritm este următoarea rețetă (optimă pentru primul jucător) la jocul de X și 0:
1. Dacă cineva „amenință” (adică are două pe rând), ocupă pătratul rămas. In caz contrar,
2. dacă o mișcare „ramifică” pentru a crea două amenințări simultan, joacă această mișcare. În caz contrar,
3. ocupă pătratul central dacă acesta este liber. În caz contrar,
4. dacă adversarul a jucat într-un colț, ocupă colțul opus. În caz contrar,
5. ocupă un colț gol dacă există unul. În caz contrar,
6. ocupă orice pătrat gol.

Mulți algoritmi IA sunt capabili să învețe din date; se pot îmbunătăți prin învățarea unor noi euristici (strategii sau „reguli generale”, care au funcționat bine în trecut) sau pot scrie alți algoritmi. Unii dintre „învățăceii” descriși mai jos, între care rețelele bayesiene, arborii de decizie și cel mai apropiat vecin, ar putea teoretic (dacă dispun de date, timp și memorie infinite) să învețe să aproximeze orice funcție, inclusiv combinația de funcții matematice care ar descrie cel mai bine lumea. Prin urmare, acești cursanți ar putea să obțină toate cunoștințele posibile, luând în considerare toate ipotezele posibile și potrivindu-le cu datele. În practică, aproape niciodată nu se poate lua în considerare orice posibilitate, din cauza fenomenului de „explozie combinatorică⁠(d)”, în care timpul necesar pentru a rezolva o problemă crește exponențial. O mare parte din cercetarea de IA implică determinarea modului de identificare și de evitare a unei game largi de posibilități care sunt puțin probabil să fie benefice. De exemplu, atunci când se vizualizează o hartă și se caută pentru cel mai scurt drum care duce de la Denver la New York, în cele mai multe cazuri, se poate sări peste orice drum prin San Francisco sau alte zone aflate mult la vest; astfel, o IA care utilizează un algoritm de trasare a traiectoriei ca A*⁠(d) poate evita explozia combinatorie care ar rezulta dacă ar trebui calculat fiecare traseu posibil în parte.
Cea mai veche abordare de IA a fost simbolismul (cum ar fi logica formală): „Dacă un adult altfel sănătos are febră, atunci poate să aibă gripă”. O a doua abordare, mai generală, este inferența bayesiană: „Dacă pacientul curent are febră, ajustează probabilitatea ca acesta să aibă gripă așa sau așa”. Cea de-a treia abordare majoră, extrem de populară în aplicațiile de IA de afaceri de rutină, sunt analogizatori precum SVM⁠(d) și cel mai apropiat vecin⁠(d): „După examinarea înregistrărilor despre pacienți cunoscuți din trecut, a căror temperatură, simptome, vârstă și alți factori se potrivesc cel mai mult cu pacientul actual, acei pacienți s-au dovedit a avea gripă”. O a patra abordare este mai greu de înțeles intuitiv, dar este inspirată de felul în care funcționează mecanismul creierului: abordarea cu rețele neurale artificiale folosește „neuroni” artificiali care pot învăța prin compararea cu rezultatul dorit și modificând punctele tari ale conexiunilor dintre neuronii săi interni pentru a „întări” conexiunile care par astfel utile. Aceste patru abordări principale se pot suprapune între ele și cu sisteme evolutive; de exemplu, rețelele neurale pot învăța să facă inferențe, să generalizeze și să facă analogii. Unele sisteme utilizează, implicit sau explicit, mai multe dintre aceste abordări, alături de mulți alți algoritmi de IA și non-IA;  adesea, cea mai bună abordare diferă în funcție de problemă.

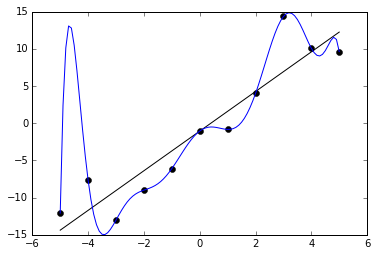
Linia albastră ar putea fi un exemplu de a unei funcții liniare din cauza zgomotului aleatoriu.

Algoritmii de învățare funcționează pe baza faptului că strategiile, algoritmii și inferențele care au funcționat bine în trecut vor continua să funcționeze bine și în viitor. Aceste concluzii pot fi evidente, cum ar fi „întrucât soarele a răsărit în fiecare dimineață pentru ultimele 10.000 de zile, probabil că va răsări și mâine dimineață”. Ele pot fi nuanțate, cum ar fi „X% din familii au specii separate din punct de vedere geografic cu variante de culoare, deci există o șansă de Y% să existe lebede negre încă nedescoperite”. Mașinile de învățare lucrează și pe baza „briciului lui Occam”: cea mai simplă teorie care explică datele este cea mai probabilă. Prin urmare, pentru a avea succes, o mașină care învață trebuie concepută astfel încât să prefere teoriile mai simple celor mai complexe, cu excepția cazurilor în care teoria complexă se dovedește a fi substanțial mai bună. Blocarea pe o teorie foarte complexă, dar proastă, care se potrivește cu toate datele de învățare din trecut, se numește overfitting. Multe sisteme încearcă să reducă overfittingul recompensând o teorie în funcție de cât de bine se potrivește cu datele, dar și penalizând-o în funcție de cât de complexă este. Pe lângă suprapunerea clasică, mașinile pot dezamăgi și „învățând lecția greșită”. Un exemplu este un clasificator de imagini antrenat numai pe imagini de cai maro și pisici negre ar putea concluziona că toate petecele de culoare brună ar putea fi cai. Un exemplu din lumea reală este că, spre deosebire de oameni, clasificatoarele de imagine actualee nu determină relația spațială dintre componentele imaginii; în schimb, ele învață modele abstracte de pixeli pe care oamenii le ignoră, dar care se corelează liniar cu imaginile anumitor tipuri de obiecte reale. Suprapunând superficial un astfel de model pe o imagine legitimă are drept rezultat o imagine „contradictorie” pe care sistemul nu o poate clasifica.

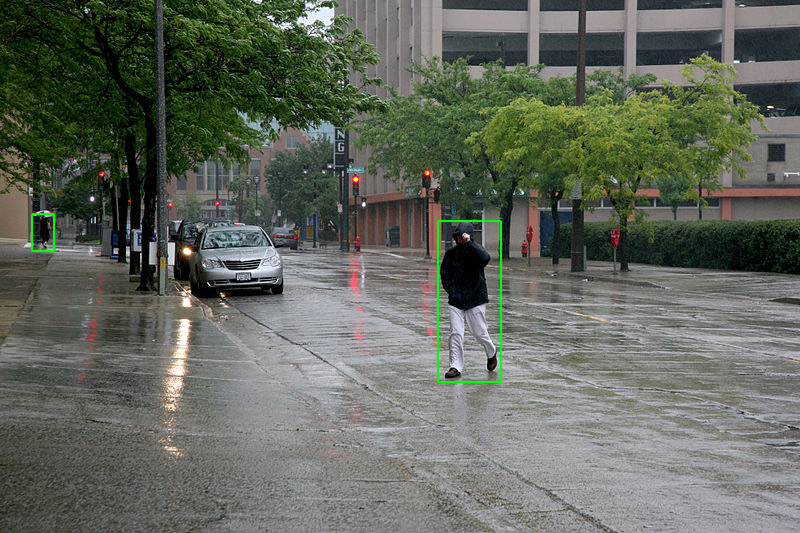
Un sistem de conducere automată poate folosi o rețea neurală pentru a determina care părți ale imaginii par să se potrivească cu imaginile anterioare de pietoni din procesul de antrenare și apoi să modeleze acele zone ca niște prisme dreptunghiulare care se mișcă încet, dar întrucâtva imprevizibile, și care trebuie evitate.

În comparație cu oamenii, IA existente nu dispun de mai multe trăsături ale „raționamentului de bun simț⁠(d)”; cel mai notabil, oamenii au mecanisme puternice pentru a raționa despre „fizica naivă⁠(d)”, cum ar fi spațiul, timpul și interacțiunile fizice. Aceasta permite chiar copiilor mici să tragă ușor concluzii cum ar fi „dacă rostogolesc pixul acest de pe masă, va cădea pe podea”. Oamenii au, de asemenea, un mecanism puternic de „psihologie populară⁠(d)”, care îi ajută să interpreteze propozițiile în limbaj natural precum „consilierii locali au refuzat autorizarea unei demonstrații pentru că aceasta militează pentru violență”. (O IA generică are dificultăți în a deduce dacă consilierii sau demonstranții sunt cei care pretind că susțin violența.) Această lipsă de „cultură generală” înseamnă că IA face deseori alte greșeli decât cele ale oamenilor, în moduri care pot părea de neînțeles. De exemplu, autovehiculele autonome existente nu pot raționa cu privire la locația și intențiile pietonilor exact așa cum fac oamenii, iar în schimb trebuie să utilizeze moduri de gândire neumane pentru a evita accidentele.

## Probleme
Scopul general al cercetării inteligenței artificiale este de a crea o tehnologie care să permită calculatoarelor și mașinilor să funcționeze într-o manieră inteligentă. Problema generală a simulării (sau a creării) inteligenței a fost împărțită în subprobleme. Acestea constau în particularități sau capacități pe care cercetătorii se așteaptă să le prezinte unui sistem inteligent. Caracteristicile descrise mai jos au primit cea mai mare atenție.

### Raționamentul, rezolvarea problemelor
Primii cercetători au dezvoltat algoritmi care imită pas cu pas raționamentul pe care oamenii îl folosesc atunci când rezolvă puzzle-uri sau fac deducții logice. Până la sfârșitul anilor 1980 și 1990, cercetarea IA a elaborat metode de abordare a informațiilor incerte sau incomplete, folosind concepte din probabilitate și economie.
Acești algoritmi s-au dovedit a fi insuficienți pentru rezolvarea problemelor mari de raționament, deoarece ajungeau într-o „explozie combinatorică”: deveneau exponențial mai lenți, pe măsură ce problemele creșteau. De fapt, chiar și oamenii folosesc rareori deducția pas-cu-pas pe care a reușit să o modeleze cercetarea timpurie în IA. Ei rezolvă majoritatea problemelor lor folosind judecăți rapide și intuitive.

### Reprezentarea cunoștințelor
Reprezentarea cunoștințelor⁠(d) și ingineria cunoștințelor⁠(d) sunt esențiale pentru cercetarea clasică din IA. Unele „sisteme expert” încearcă să reunească cunoștințe explicite posedate de experți într-un domeniu îngust. În plus, unele proiecte încearcă să strângă cunoștințele „de bun simț”, cunoscute oamenilor obișnuiți, într-o bază de date care conține cunoștințe extinse despre lume. Printre lucrurile pe care o bază cuprinzătoare de cunoștințe comune ar conține sunt: obiectele, proprietățile, categoriile și relațiile dintre obiecte; situații, evenimente, stări și timp;  cauze și efecte; cunoștințe despre cunoștințe (ce știm despre ceea ce știu ceilalți); și multe alte domenii mai puțin bine cercetate. O reprezentare a „ceea ce există” este o ontologie⁠(d): setul de obiecte, relațiile, conceptele și proprietățile descrise formal astfel încât agenții software să le poată interpreta. Semantica acestor elemente este capturată sub formă de concepte, roluri și indivizi din logica descriptivă⁠(d) și sunt, de obicei, implementate drept clase, proprietăți și indivizi în OWL. Cele mai generale ontologii sunt numite ontologii superioare⁠(d), care încearcă să ofere o bază pentru toate celelalte cunoștințe acționând ca mediatori între ontologiile de domeniu⁠(d) care acoperă cunoștințe specifice despre un anumit domeniu de cunoștințe (domeniu sau arie de interes). Astfel de reprezentări formale ale cunoștințelor pot fi utilizate în indexarea și regăsirea pe bază de conținut, interpretarea scenei, sprijinirea deciziilor clinice, descoperirea de cunoștințe (extragerea de inferențe „interesante“ și deducții acționabile din baze mari de date), și alte domenii.

O ontologie reprezintă cunoștințele ca un set de concepte în cadrul unui domeniu și relațiile dintre aceste concepte.

Printre cele mai dificile probleme ale reprezentării cunoștințelor se numără: 
Raționamentul implicit⁠(d) și problema calificării⁠(d)
Multe dintre lucrurile pe care oamenii le cunosc iau forma unor „ipoteze de lucru”. De exemplu, dacă în conversație vine vorba despre o pasăre, oamenii își imaginează de obicei un animal care are dimensiunea pumnului, care cântă și zboară. Niciunul dintre aceste lucruri nu este adevărat despre toate păsările. John McCarthy a identificat această problemă în 1969 drept problem calificării: pentru orice regulă de bun simț pe care cercetătorii de IA doresc să o reprezinte, există un număr mare de excepții. Aproape nimic nu este pur și simplu adevărat sau fals în felul în care o impune logica abstractă. Cercetarea IA a explorat o serie de soluții la această problemă.
Lărgimea cunoașterii generale
Numărul de fapte atomice pe care le știe un om oarecare este foarte mare. Proiectele de cercetare care încearcă să construiască o bază de cunoștințe completă a cunoștințelor comune⁠(d) (de exemplu, Cyc⁠(d)) necesită o cantitate enormă de inginerie ontologică⁠(d) laborioasă - acestea trebuie să fie construite manual, fiecare concept complicat pe rând.
Forma subsimbolică a unor cunoștințe comune
O mare parte din ceea ce știu oamenii nu este reprezentat ca „fapte” sau „afirmații” pe care le-ar putea exprima verbal. De exemplu, un maestru de șah va evita o anumită poziție de șah pentru că „se simte prea expus” sau un critic de artă poate să arunce o singură privire pe o statuie și să-și dea seama că este un fals. Acestea sunt intuiții și tendințe inconștiente și subsimbolice din creierul uman. Cunoașterea de acest gen informează, sprijină și oferă un context pentru cunoașterea simbolică și conștientă. Ca și în cazul problemelor legate de raționamentul subsimbolic, se speră că IA situată⁠(d), inteligența computațională⁠(d) sau IA statistică va oferi modalități de reprezentare a acestui tip de cunoaștere.

### Planificarea

Un este o formă de în care un ansamblu de dispozitive și software de conducere este aranjat într-o ierarhie.

Agenții inteligenți trebuie să poată să-și stabilească și să îndeplinească obiective. Ei au nevoie de o modalitate de a vizualiza viitorul — o reprezentare a stării lumii și să poată face previziuni cu privire la modul în care acțiunile lor o vor schimba — și să poată face alegeri care maximizează utilitatea (sau „valoarea”) alegerilor disponibile.
În problemele de planificare clasică, agentul poate presupune că este singurul sistem care acționează în lume, permițând agentului să se asigure de consecințele acțiunilor sale. Cu toate acestea, dacă agentul nu este singurul actor, atunci este necesar ca agentul să poată raționa sub incertitudine. Aceasta necesită un agent care să nu poată evalua doar mediul său și să facă previziuni, ci și să își evalueze previziunile și să se adapteze pe baza evaluării sale.
Planificarea multi-agent⁠(d) utilizează cooperarea și concurența multor agenți pentru a atinge un obiectiv dat. Astfel de comportament emergent⁠(d) este folosit de algoritmi evolutivi⁠(d) și de inteligența de roi.

### Învățare
Învățarea automată este studiul programelor care își pot îmbunătăți automat performanța la o anumită sarcină. A făcut obiectul cercetării IA de la începutul domeniului.
Învățarea nesupravegheată⁠(d) este abilitatea de a găsi șabloane într-un flux de intrare, fără a cere unui om să eticheteze mai întâi intrările. Învățarea supravegheată⁠(d) include atât clasificarea⁠(d), cât și regresia numerică, care necesită etichetarea în prealabil de către om a datelor de intrare. Clasificarea este folosită pentru a determina în ce categorie aparține ceva, după ce a văzut câteva exemple de lucruri din mai multe categorii. Regresia este încercarea de a produce o funcție care descrie relația dintre intrări și ieșiri și prezice modul în care ieșirile ar trebui să se schimbe odată cu schimbarea intrărilor. Atât clasificatorii, cât și mașinile de învățare prin regresie pot fi văzuți ca „aproximatori de funcții”, încercând să învețe o funcție necunoscută (eventual implicită); de exemplu, un clasificator de spam poate fi privit ca învățând o funcție care mapează textul unui e-mail într-una din cele două categorii, „spam” sau „non spam”. Teoria învățării computaționale⁠(d) poate evalua cursanții prin complexitate computațională⁠(d), prin complexitatea eșantionului⁠(d) (de câte date este nevoie) sau prin alte noțiuni de optimizare. În învățarea prin întărire⁠(d), agentul este răsplătit pentru răspunsuri bune și pedepsit pentru cele greșite. Agentul folosește această succesiune de recompense și pedepse pentru a forma o strategie de operare în spațiul problemei.

### Prelucrarea limbajului natural

Un reprezintă structura sintactică a unei propoziții conform unei anumite.

Prelucrarea limbajului natural (PLN) oferă mașinilor posibilitatea de a citi și de a înțelege limbajul uman. Un sistem suficient de puternic de procesare a limbajului natural ar permite interfețele utilizator în limbaj natural⁠(d) și dobândirea de cunoștințe direct din surse scrise de om, cum ar fi textele știrilor. Unele aplicații simple ale procesării limbajului natural includ recuperarea informațiilor⁠(d), extragerea cunoștințelor din texte⁠(d), răspunsul la întrebări și traducerea automată.  Multe abordări actuale utilizează frecvențe de co-apariție a cuvintelor pentru a construi reprezentări sintactice ale textului. Strategiile de căutare a cuvintelor-cheie sunt populare și scalabile, dar simpliste; o interogare de căutare după „câine” ar putea să se potrivească doar documentelor cu cuvântul literal „câine” și să rateze un document cu cuvântul „pudel”. Strategiile de „afinitate lexicală” utilizează apariția unor cuvinte precum „accident” pentru a evalua sentimentul⁠(d) unui document. Abordările statistice moderne ale PLN pot combina toate aceste strategii, precum și altele, și ating adesea o acuratețe acceptabilă la nivel de pagină sau de paragraf, dar continuă să lipsească înțelegerea semantică necesară pentru a clasifica bine propoziții izolate. Pe lângă dificultățile obișnuite cu codificarea cunoașterii semantice, PLN semantică existentă scalează, uneori, prea slab pentru a fi viabilă în aplicațiile curente. Dincolo de PLN semantică, scopul final al PLN „narative” este de a încorpora o înțelegere deplină a raționamentului de bun-simț.

### Percepție

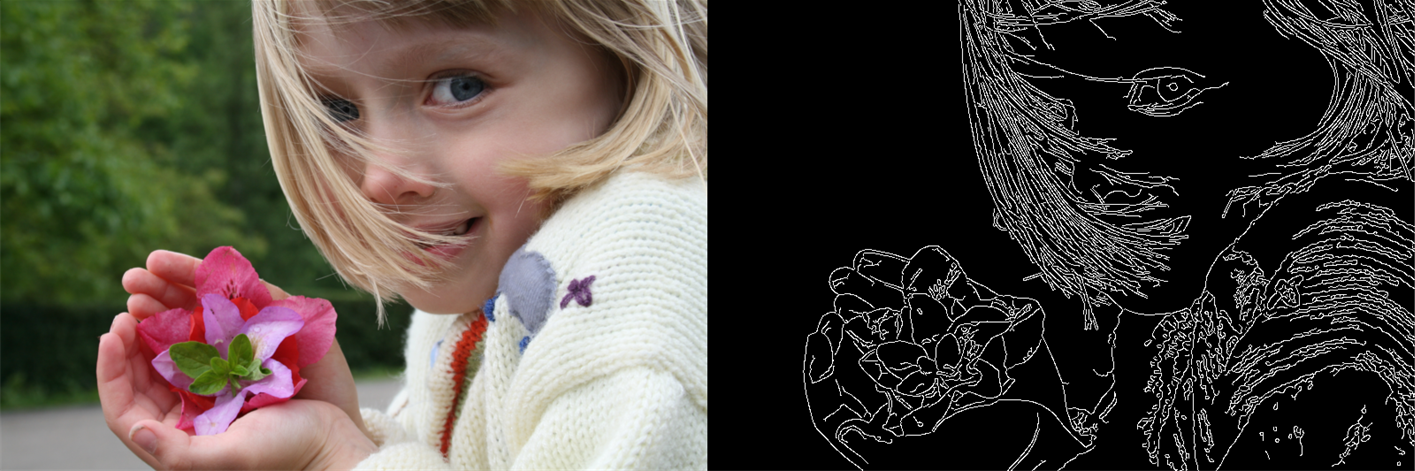
(ilustrată:) ajută IA să compună structuri abstracte informative din datele brute.

Percepția automată⁠(d) este abilitatea de a folosi date de intrare de la senzori (cum ar fi camerele (de spectru vizibil sau infraroșu), microfoane, semnale wireless și lidare⁠(d), sonare, radare si senzori tactili⁠(d)) pentru a deduce aspecte ale lumii. Aplicațiile includ recunoașterea vorbirii, recunoașterea facială⁠(d) și recunoașterea obiectelor⁠(d). Vederea mașinilor⁠(d) este abilitatea de a analiza intrările vizuale. O astfel de intrare este de obicei ambiguă; un pieton uriaș, de cincizeci de metri, aflat la distanță, poate produce exact aceiași pixeli ca un pieton de dimensiuni normale aflat în apropiere, ceea ce necesită ca IA să judece probabilitatea relativă și rezonabilitatea diferitelor interpretări, de exemplu prin utilizarea modelului său de obiecte pentru a evalua că nu există pietoni de cincizeci de metri înălțime.

### Mișcare și manipulare
IA este mult folosită în robotică. Brațele robotice⁠(d) avansate și alți roboți industriali, utilizați pe scară largă în fabricile moderne, pot învăța din experiență cum să se deplaseze eficient în ciuda prezenței frecării și alunecării angrenajelor. Un robot mobil modern, atunci când i se dă un mediu mic, static și vizibil, își poate determina cu ușurință locația și își poate reprezenta⁠(d) mediul; totuși, mediile dinamice, cum ar fi (în endoscopie) interiorul corpului unui pacient viu, reprezintă o provocare mai mare. Planificarea mișcării⁠(d) este procesul de descompunere a unei sarcini de mișcare în „primitive”, cum ar fi mișcările individuale comune. O astfel de mișcare implică adesea mișcare conformă, un proces în care mișcarea necesită menținerea unui contact fizic cu un obiect. Paradoxul lui Moravec⁠(d) generalizează că abilitățile senzorimotorii de nivel scăzut, pe care oamenii le iau ca atare sunt, în mod contraintuitiv, greu de programat într-un robot; paradoxul este numit după Hans Moravec⁠(d), care a afirmat în 1988 că „este destul de ușor să se facă computerele să prezinte performanțe la nivelul adulților pe testele de inteligență sau la jocul de dame, dar este dificil spre imposibil să capete abilitățile unui copil de un an când vine vorba de percepție și mobilitate”. Acest lucru se datorează faptului că, spre deosebire de jocul de dame, dexteritatea fizică a fost o țintă directă a selecției naturale timp de milioane de ani.

### Inteligența socială

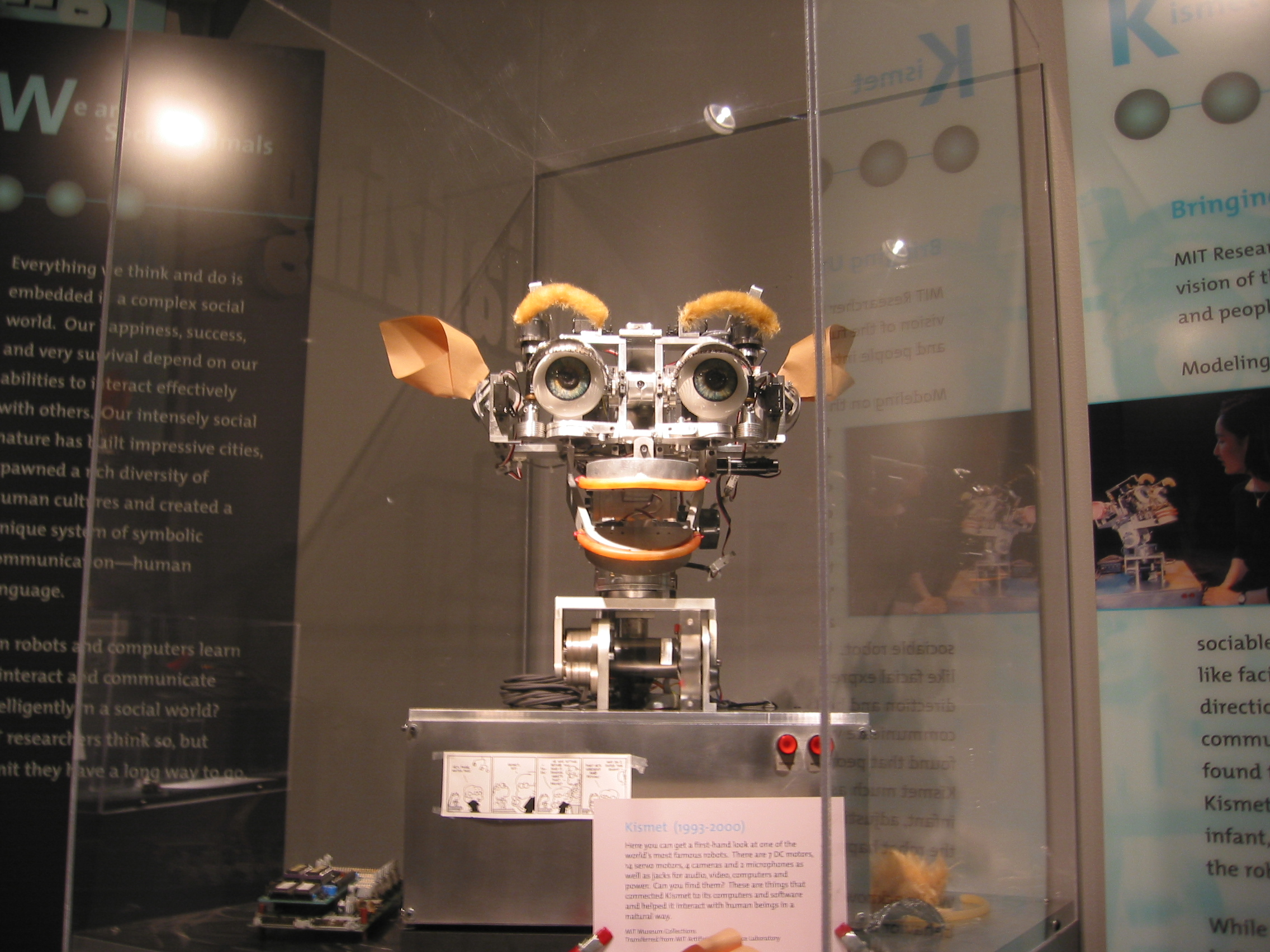
, un robot cu abilități sociale rudimentare

Paradoxul lui Moravec poate fi extins la multe forme de inteligență socială. Distribuirea coordonării multi-agent a vehiculelor autonome rămâne o problemă dificilă. Calculul afectiv⁠(d) este o umbrelă interdisciplinară care cuprinde sisteme care recunosc, interpretează, procesează sau simulează afecțiunile⁠(d) umane. Printre succesele moderate legate de calculul se numără analiza textuală a sentimentelor⁠(d) și, mai recent, analiza afectivă multimodală, în care IA clasifică afectele prezentate de un subiect înregistrat pe un film.
Pe termen lung, aptitudinile sociale și înțelegerea emoției umane și a teoriei jocurilor ar fi valoroase pentru un agent social. Capacitatea de a prezice acțiunile altora prin înțelegerea motivelor și a stărilor emoționale ar permite unui agent să ia decizii mai bune. Unele sisteme informatice imită emoțiile și expresiile umane pentru a deveni mai sensibile la dinamica emoțională a interacțiunii umane sau pentru a facilita altfel interacțiunea om-calculator. În mod similar, unii asistenți virtuali⁠(d) sunt programați să poarte conversații sau chiar să se pălăvrăgească în glumă; acest lucru tinde să ofere utilizatorilor naivi o concepție nerealistă despre cât de inteligenți sunt de fapt agenții automați existenți.

### Inteligența generală
Din punct de vedere istoric, proiectele ca baza de cunoștințe Cyc (1984-) și inițiativa japoneză masivă a sistemelor informatice din generația a cincea⁠(d) (1982-1992), au încercat să acopere amploarea cunoașterii umane. Aceste proiecte timpurii nu au reușit să scape de limitările modelelor logice simbolice necantitative și, în retrospectivă, au subestimat foarte mult dificultatea inteligenței artificiale inter-domeniu. În zilele noastre, marea majoritate a cercetătorilor actuali din IA lucrează în schimb pe aplicații de „IA îngust” mai tractabile (cum ar fi diagnosticul medical sau navigația automobilelor). Mulți cercetători prognozează că astfel de „IA înguste" vor lucra în diferite domenii individuale, și în cele din urmă vor fi integrate într-o mașină cu inteligență generală artificială (AGI) combinând majoritatea competențelor înguste menționate în acest articol și într-un anumit punct chiar depășind capacitatea umană în majoritatea sau toate aceste domenii. Multe progrese au o semnificație generală, pe mai multe domenii. Un exemplu de mare anvergură este faptul că DeepMind a dezvoltat în 2010 o „inteligență artificială generalizată” care ar putea învăța multe jocuri Atari diferite de una singură și mai târziu a dezvoltat o variantă a sistemului care reușește la învățarea secvențială⁠(d). Pe lângă învățarea prin transfer, descoperirile ipotetice ale IGA ar putea cuprinde dezvoltarea unor arhitecturi reflexive care să se poată implica în metaraționamentul decizional-teoretic și găsirea unui mod de a „absorbi” o bază de cunoștințe cuprinzătoare din întregul web nestructurat. Unii susțin că un fel de „algoritm master” (încă nedescoperit) conceptual simplu, dar matematic dificil, ar putea conduce la AGI. În cele din urmă, câteva abordări „emergente“, privesc la simularea inteligenței umane extrem de îndeaproape, și cred că unele caracteristici antropomorfe, cum ar fi creierul artificial⁠(d) sau simularea dezvoltării copiilor⁠(d) pot ajunge într-o zi într-un punct critic în care apare inteligența generală.
Multe dintre problemele din acest articol pot necesita, de asemenea, inteligență generală, dacă mașinile trebuie să rezolve problemele așa cum o fac oamenii. De exemplu, chiar și sarcini simple, cum ar fi traducerea automată, necesită ca o mașină să citească și să scrie în ambele limbi (PLN), să urmeze logica (raționamentul) autorului, să știe despre ce se vorbește (cunoștințe) și să reproducă cu fidelitate intenția originară a autorului (inteligență socială). O problemă precum traducerea automată este considerată „IA-completă⁠(d)”, pentru că toate aceste probleme trebuie rezolvate simultan pentru a considera că mașina a atins performanța unui om. 

## Abordări
Nu există o teorie sau paradigmă unificatoare care să ghideze cercetarea de IA. Cercetătorii nu au căzut de acord asupra multor aspecte. Câteva dintre cele mai îndelungate întrebări care au rămas fără răspuns sunt următoarele: ar trebui inteligența artificială să simuleze inteligența naturală prin studiul psihologiei sau neurobiologiei? Sau biologia umană⁠(d) este irelevantă pentru cercetarea IA, așa cum este biologia păsărilor pentru ingineria aeronautică? Poate fi descris un comportament inteligent folosind principii simple și elegante (cum ar fi logica sau optimizarea)? Sau este neapărat nevoie de rezolvarea unui număr mare de probleme complet independente?

### Cibernetica și simularea creierului
În anii 1940 și 1950, mai mulți cercetători au explorat legătura dintre neurobiologie, teoria informațiilor și cibernetică. Unii dintre aceștia au construit mașini care utilizează rețele electronice pentru a expune informații rudimentare, cum ar fi țestoasele⁠(d) lui W. Gray Walter⁠(d) și fiara de la Johns Hopkins. Mulți dintre acești cercetători s-au adunat pentru întâlnirile Societății Teleologice de la Universitatea Princeton și în Clubul Ratio⁠(d) din Anglia. Până în 1960, această abordare a fost în mare parte abandonată, deși elemente ale acesteia aveau să fie reînviate în anii 1980. 

### Simbolice
Când accesul la calculatoarele digitale a devenit posibil la mijlocul anilor 1950, cercetarea IA a început să exploreze posibilitatea ca inteligența umană să poată fi redusă la manipularea simbolurilor. Cercetarea a fost centrată în trei instituții: Universitatea Carnegie Mellon⁠(d), Stanford și MIT, iar după cum este descris mai jos, fiecare și-a dezvoltat propriul stil de cercetare. John Haugeland⁠(d) a numit aceste abordări simbolice ale IA „good old-fashioned AI” („Inteligență artificială simbolică”; în traducere liberă „IA bună ca pe vremuri”). În anii 1960, abordările simbolice au avut un mare succes în simularea gândirii la nivel înalt în programele demonstrative mici. Abordările bazate pe cibernetică sau pe rețele neurale artificiale au fost abandonate sau împinse în fundal. Cercetătorii din anii 1960 și 1970 au fost convinși că abordările simbolice ar reuși în cele din urmă să creeze o mașină cu inteligență generală artificială și să considere acest lucru scopul țelului lor. 

#### Simularea cognitivă
Economistul Herbert Simon și Allen Newell au studiat abilitățile de rezolvare a problemelor umane și au încercat să le formalizeze, iar activitatea lor a pus bazele domeniului inteligenței artificiale, precum și ale științei cognitive, cercetării operaționale⁠(d) și științei managementului. Echipa lor de cercetare a folosit rezultatele experimentelor psihologice pentru a dezvolta programe care au simulat tehnicile pe care oamenii le foloseau pentru rezolvarea problemelor. Această tradiție, centrată pe Universitatea Carnegie Mellon⁠(d), avea să culmineze în cele din urmă în dezvoltarea arhitecturii Soar⁠(d) în mijlocul anilor 1980.

#### Pe bază de logică
Spre deosebire de Simon și Newell, John McCarthy a simțit că mașinile nu au nevoie să simuleze gândirea umană, ci ar trebui să încerce să găsească esența raționamentului abstract și a rezolvării problemelor, indiferent dacă oamenii folosesc aceleași algoritmi. Laboratorul său de la Stanford (SAIL⁠(d)) s-a concentrat pe utilizarea logicii formale pentru a rezolva o mare varietate de probleme, inclusiv reprezentarea cunoștințelor⁠(d), planificarea⁠(d) și învățarea. Logica a fost, de asemenea, subiectul unor lucrări de la Universitatea din Edinburgh și din alte părți ale Europei, care au condus la dezvoltarea limbajului de programare Prolog și a științei programării logice⁠(d).

#### Anti-logice sau scruffy
Cercetătorii de la MIT (precum Marvin Minsky și Seymour Papert⁠(d)) au constatat că rezolvarea unor probleme dificile de vedere⁠(d) și prelucrarea limbajului natural necesită soluții ad-hoc — ei au susținut că nu există un principiu simplu și general (cum ar fi logica) care să captureze toate aspectele comportamentului inteligent. Roger Schank⁠(d) descrie abordările lor „anti-logice” ca fiind „scruffy⁠(d)” (spre deosebire de paradigmele „neat⁠(d)” de la CMU⁠(d) și Stanford). Bazele de cunoștințe de bun simț⁠(d) (cum ar fi Cyc⁠(d) a lui Doug Lenat) sunt un exemplu de IA „scruffy”, deoarece trebuie construită manual, concept cu concept.

#### Pe bază de cunoștințe
Când au devenit disponibile computerele cu memorii mari pe la 1970, cercetătorii din toate cele trei tradiții au început să introducă cunoștințe⁠(d) în aplicațiile IA. Această „revoluție a cunoștințelor” a dus la dezvoltarea și desfășurarea sistemelor expert (introduse de Edward Feigenbaum), prima formă cu adevărat de succes a software-ului cu IA. O componentă cheie a arhitecturii de sistem pentru toate sistemele expert este baza de cunoștințe care stochează fapte și reguli care ilustrează IA. Revoluția cunoștințelor a fost determinată și de realizarea faptului că o mulțime de cunoștințe ar fi necesare multor aplicații cu IA simple. 

### Subsimbolice
Până în anii 1980, progresul în domeniul IA simbolic părea să se blocheze și mulți credeau că sistemele simbolice nu ar putea niciodată să imite toate procesele cunoașterii umane, în special percepția⁠(d), robotica, învățarea și recunoașterea șabloanelor⁠(d). Mai mulți cercetători au început să privească spre abordările „subsimbolice” asupra problemelor specifice IA. Metodele sub-simbolice reușesc să abordeze inteligența fără reprezentări specifice ale cunoașterii. 

#### Inteligență întruchipată
Aceasta include IA întruchipată⁠(d), situată, bazată pe comportament⁠(d) și nouvelle⁠(d). Cercetătorii din domeniul asociat al roboticii, cum ar fi Rodney Brooks⁠(d), respingeau IA simbolică și s-au concentrat asupra problemelor fundamentale de inginerie care ar permite roboților să se miște și să supraviețuiască. Munca lor a reînviat punctul de vedere nesimbolic al cercetătorilor timpurii ai ciberneticii din anii 1950 și a reintrodus utilizarea teoriei controlului⁠(d) în IA. Acest lucru a coincis cu dezvoltarea tezei gândirii încorporate⁠(d) în domeniul conex al științei cognitive: ideea că aspecte ale corpului (cum ar fi mișcarea, percepția și vizualizarea) sunt necesare unei inteligențe superioare. 
În cadrul roboticii de dezvoltare, se elaborează abordări de învățare pentru dezvoltare pentru a permite roboților să acumuleze repertorii de abilități noi prin auto-explorare autonomă, interacțiune socială cu profesori umani și utilizarea mecanismelor de orientare (învățare activă, maturizare, sinergii motorii etc.).

#### Inteligență computațională și soft computing
Interesul pentru rețelele neurale și „conexionism⁠(d)” a fost relansat de David Rumelhart⁠(d) și alții la mijlocul anilor 1980. Rețelele neurale artificiale sunt un exemplu de soft computing⁠(d) — acestea sunt soluții la probleme care nu pot fi rezolvate cu o certitudine logică completă și unde o soluție aproximativă este adesea suficientă. Alte abordări de soft computing⁠(d) în IA sunt sistemele fuzzy⁠(d), calculul evolutiv⁠(d) și multe instrumente statistice. Aplicarea soft computingului în IA este studiată colectiv de disciplina emergentă a inteligenței computaționale⁠(d). 

### Învățarea statistică
O mare parte din GOFAI tradiționale s-au împotmolit în mici modificări ad-hoc aduse calculului simbolic care a lucrat pe propriile modele, dar nu s-a generalizat la rezultatele din lumea reală. Cu toate acestea, în jurul anilor 1990, cercetătorii din IA au adoptat instrumente matematice sofisticate, cum ar fi modelele Markov ascunse⁠(d) (HMM), teoria informațiilor și teoria bayesiană a deciziei⁠(d) pentru a compara sau unifica arhitecturile concurente. Limbajul matematic comun a permis un nivel ridicat de colaborare cu mai multe domenii (cum ar fi matematica, economia sau cercetarea operațională⁠(d)). În comparație cu GOFAI, noi tehnici de "învățare statistică", cum ar fi rețelele neurale și HMM, au obținut niveluri mai înalte de precizie în multe domenii practice, cum ar fi data mining, fără a se obține neapărat înțelegerea semantică a seturilor de date. Succesele sporite cu datele din lumea reală au condus la accentul sporit pe compararea diferitelor abordări ale datelor de testare partajate, pentru a vedea care dintre metodele au cea mai bună performanță într-un context mai larg decât cel oferit de modelele idiosincratice; cercetarea AI a devenit tot mai științifică. În prezent, rezultatele experimentelor sunt adesea măsurabile riguros și uneori (cu dificultate) pot fi reproduse. Diferitele tehnici de învățare statistică au limite diferite; de exemplu, HMM de bază nu poate modela combinațiile posibile infinite ale limbajului natural. Criticii remarcă faptul că trecerea de la GOFAI la învățarea statistică implică adesea, de asemenea, abandonarea IA explicabile⁠(d). În cercetarea IGA, unii cercetători avertizează împotriva dependenței excesive de învățarea statistică și susțin că cercetarea continuă a GOFAI va fi totuși necesară pentru a obține informații generale.

### Integrarea abordărilor
Paradigma agentului inteligent
Un agent inteligent⁠(d) este un sistem care își percepe mediul și efectuează acțiuni care îi maximizează șansele de succes. Cei mai simpli agenți inteligenți sunt programe care rezolvă probleme specifice. Printre agenții mai complicați se numără ființele umane și organizațiile de ființe umane (cum ar fi firmele). Paradigma permite cercetătorilor să compare direct sau chiar să combine diferite abordări pentru problemele izolate, întrebând care agent este cel mai bun la maximizarea unei „funcții de țintă” date. Un agent care rezolvă o problemă specifică poate folosi orice abordare care funcționează — unii agenți sunt simbolici și logici, unii sunt rețele neurale artificiale subsimbolice și alții pot folosi noi abordări. Paradigma oferă, de asemenea, cercetătorilor un limbaj comun pentru a comunica cu alte domenii — cum ar fi teoria deciziei și economia — care utilizează și ele conceptul agenților abstracți. Construirea unui agent complet necesită ca cercetătorii să abordeze probleme realiste de integrare; de exemplu, deoarece sistemele senzoriale oferă informații nesigure despre mediu, sistemele de planificare trebuie să poată funcționa în prezența incertitudinii. Paradigma agentului inteligent a devenit pe scară largă acceptată în anii 1990.
Arhitecturi de agent⁠(d) și arhitecturi cognitive⁠(d)
Cercetătorii au creat sisteme pentru a construi sisteme inteligente din interacțiunea agenților inteligenți⁠(d) într-un sistem multi-agent. Un sistem ierarhic de control⁠(d) oferă o punte între IA subsimbolică la nivelurile sale reactive, cele mai scăzute, și IA simbolică tradițională de la cele mai înalte niveluri, unde constrângerile de timp relaxate permit planificarea și modelarea lumii. Unele arhitecturi cognitive sunt personalizate pentru a rezolva o problemă îngustă; altele, cum ar fi Soar, sunt concepute pentru a imita cogniția umană și pentru a oferi o perspectivă asupra inteligenței generale. Extensiile moderne ale Soar sunt sisteme inteligente hibride⁠(d) care includ atât componente simbolice, cât și sub-simbolice.

## Instrumente
IA a dezvoltat un număr mare de instrumente pentru a rezolva cele mai dificile probleme din domeniul informaticii. Câteva dintre cele mai generale dintre aceste metode sunt discutate mai jos. 

### Căutarea și optimizarea
Multe probleme din IA pot fi rezolvate teoretic prin căutarea inteligentă între multe soluții posibile:  Raționamentul poate fi redus la efectuarea unei căutări. De exemplu, demonstrația logică poate fi privită drept căutarea unei căi care conduce de la ipoteză la concluzie⁠(d), în care fiecare pas este aplicarea unei reguli de inferență⁠(d). Algoritmii de planificare⁠(d) caută prin arbori de obiective și subobiective, încercând să găsească o cale către un obiectiv țintă, un proces numit analiză mijloc-scop⁠(d). Algoritmii de robotică pentru mișcarea membrelor și pentru apucarea obiectelor utilizează căutări locale⁠(d) în spațiul de configurații⁠(d). Mulți algoritmi de învățare utilizează algoritmi de căutare bazați pe optimizare. 
Căutările exhaustive simple sunt rareori suficiente pentru majoritatea problemelor din lumea reală: dimensiunea spațiului de căutare⁠(d) (numărul de locuri de căutare) crește rapid la cifre astronomice⁠(d). Rezultatul este o căutare care este prea lentă sau nu se termină niciodată. Soluția, pentru multe probleme, este de a folosi „euristica⁠(d)” sau „regula aproximativă” care prioritizează opțiunile în favoarea celor care au mai multe șanse de a atinge un obiectiv și de a face acest lucru într-un număr mai mic de pași. În unele metodologii de căutare, euristica poate servi, de asemenea, la eliminarea în totalitate a unor alegeri care sunt puțin probabil să conducă la un scop (numită „tăierea ramurilor⁠(d) arborelui de căutare⁠(d)”). Euristica⁠(d) furnizează programului o „estimare a căii celei mai bune” spre care ar putea exista soluția. Euristica limitează căutarea soluțiilor într-un eșantion de dimensiune mai mică.
Un tip foarte diferit de căutare a ieșit în evidență în anii 1990, bazat pe teoria matematică a optimizării. Pentru multe probleme, este posibil să se înceapă căutarea cu o anumită formă de aproximare și apoi să se rafineze această aproximare incremental până când nu mai pot fi făcute îmbunătățiri. Acești algoritmi pot fi vizualizați ca escaladă⁠(d) orbească: se începe căutarea într-un punct aleatoriu din peisaj și apoi, prin salturi sau pași, se continuă mișcarea în sus, până se ajunge în vârf. Alți algoritmi de optimizare sunt simulated annealing⁠(d), beam search⁠(d) și optimizarea aleatorie⁠(d).

Un care caută minimul global

Calculul evolutiv⁠(d) utilizează o formă de căutare cu optimizare. De exemplu, el poate începe cu o populație de organisme (presupunerile) și apoi le permite să sufere mutații și să se recombine, selectând⁠(d) doar cei mai potriviți indivizi pentru a supraviețui fiecărei generații (rafinarea presupunerilor). Printre algoritmii evolutivi⁠(d) clasici se numără algoritmii genetici, programarea genetică de expresie⁠(d) și programarea genetică⁠(d). Alternativ, procesele de căutare distribuite pot fi coordonate prin algoritmi de inteligență a roiului. Doi algoritmi populari de rotire folosiți în căutare sunt optimizarea roiurilor de particule⁠(d) (inspirată de roirea⁠(d) păsărilor) și optimizarea coloniilor de furnici⁠(d) (inspirată de urmele furnicilor).

### Logică
Logica este folosită pentru reprezentarea cunoștințelor și rezolvarea problemelor, dar poate fi aplicată și altor probleme. De exemplu, algoritmul Satplan⁠(d) utilizează logica pentru planificare⁠(d) și programarea logică inductivă⁠(d) este o metodă de învățare.
În cercetarea IA se folosesc mai multe forme diferite de logică. Logica propozițională⁠(d) implică funcții de adevăr⁠(d), cum ar fi „sau” și „non”. Logica de ordinul întâi⁠(d) adaugă cuantificatori⁠(d) și predicate⁠(d) și poate exprima fapte despre obiecte, proprietățile lor și relațiile dintre ele. Teoria mulțimilor vagi atribuie un „grad de adevăr” (între 0 și 1) unor afirmații vagi precum „Alice este bătrână” (sau „bogată”, „înaltă” sau „înfometată”) care sunt prea imprecise din punct de vedere lingvistic pentru a fi complet adevărate sau complet false. Logica fuzzy este folosită cu succes în sistemele de control⁠(d) pentru a permite experților să contribuie cu reguli vagi precum „dacă ești aproape de stația de destinație și te miști rapid, crește presiunea de frânare a trenului”; aceste reguli vagi pot fi rafinate numeric în cadrul sistemului. Logica fuzzy nu reușește să scaleze bine în bazele de cunoștințe; mulți cercetători de IA sunt reticenți față de validitatea inferențelor de logică fuzzy.
Logicile implicite⁠(d), cele nemonotone⁠(d) și circumscrierea⁠(d) sunt forme de logică concepute pentru a ajuta la raționamentul implicit și la problema calificării⁠(d). Mai multe extensii de logică au fost concepute pentru a gestiona domenii specifice ale cunoașterii⁠(d), cum ar fi: logica descriptivă⁠(d); calculul de situație⁠(d), calculul de evenimente⁠(d) și calculul fluent⁠(d) (pentru reprezentarea evenimentelor și a timpului); calculul cauzal; calculul de credință; și logicile modale⁠(d).
În ansamblu, logica simbolică calitativă este fragilă și scalează rău în prezența zgomotului sau a altei incertitudini. Excepțiile de la reguli sunt numeroase și este dificil pentru sistemele logice să funcționeze în prezența unor reguli contradictorii.

### Metode probabilistice pentru raționament incert

Clustering prin al datelor de erupție a lui Old Faithful pornește de la o presupunere aleatorie, dar apoi converge cu succes într-o clusterizare precisă a celor două moduri fizice distincte de erupție.

Multe probleme din IA (de raționament, planificare, învățare, percepție și robotică) necesită ca agentul să funcționeze cu informații incomplete sau nesigure. Cercetătorii de IA au conceput o serie de instrumente puternice pentru a rezolva aceste probleme utilizând metode din teoria probabilităților și din economie. 
Rețelele bayesiene sunt un instrument foarte general, care poate fi folosit pentru un număr mare de probleme: de raționament (folosind algoritmul inferențelor bayesiane), de învățare (folosind algoritmul EM⁠(d)), planificare⁠(d) (prin utilizarea rețelelor decizionale⁠(d))  și percepție⁠(d) (utilizând rețele bayesiene dinamice⁠(d)). Se pot utiliza și algoritmi probabilistici pentru filtrarea, predicția, rafinarea și găsirea de explicații pentru fluxurile de date, ajutând sistemele de percepție⁠(d) să analizeze procesele care apar în timp (de exemplu, modelele Markov ascunse⁠(d) sau filtrele Kalman⁠(d)). În comparație cu logica simbolică, inferența bayesiană formală este costisitoare din punct de vedere computațional. Pentru ca inferența să fie tractabilă, majoritatea observațiilor trebuie să fie dependente condiționat⁠(d) una de cealaltă. Graficele complexe cu „bucle” (cicluri neorientate) pot necesita o metodă sofisticată, cum ar fi metoda Monte Carlo cu lanțuri Markov⁠(d) , care răspândește un ansamblu de drumuri aleatoare⁠(d) prin întreaga rețea bayesiană și încearcă să conveargă la o evaluare a probabilităților condiționate. Rețelele bayesiene sunt utilizate pe Xbox Live pentru a evalua și a potrivi jucătorii între ei; victoriile și înfrângerile sunt „dovezi” despre cât de bun este un jucător. AdSense utilizează o rețea bayesiană cu peste 300 de milioane de muchii pentru a afla ce reclame să afișeze.
Un concept-cheie, provenit din știința economiei, este cel de „utilitate”: o măsură a cât de valoros este ceva pentru un agent inteligent. S-au dezvoltat instrumente matematice precise care analizează modul în care un agent poate să facă alegeri și să planifice, utilizând teoria deciziei⁠(d), analiza deciziei⁠(d), și teoria valorii informației⁠(d). Aceste instrumente includ modele, cum ar fi procesele de decizie Markov⁠(d), rețele dinamice de decizie⁠(d), teoria jocurilor și designul mecanismelor economice⁠(d).

### Clasificatori și metode statistice de învățare
Cele mai simple aplicații de IA pot fi împărțite în două tipuri: clasificatori („dacă sclipește, atunci diamant”) și controlori („dacă lucios, atunci ridică”). Controlorii mai și clasifică însă condițiile înainte de a infera acțiuni și, prin urmare, clasificarea formează o parte centrală a multor sisteme cu IA. Clasificatorii⁠(d) sunt funcții care utilizează aplicarea șabloanelor⁠(d) pentru a determina potrivirea cea mai apropiată. Ele pot fi reglate conform exemplelor, făcându-le foarte atractive pentru utilizarea în IA. Aceste exemple sunt cunoscute ca observații sau șabloane. În învățarea supravegheată, fiecare model aparține unei anumite clase predefinite. O clasă poate fi văzută ca o decizie care trebuie luată. Toate observațiile combinate cu etichetele lor de clasă sunt cunoscute ca un set de date. Atunci când se primește o nouă observație, această observație este clasificată pe baza experienței anterioare.
Un clasificator poate fi instruit în diferite moduri; există multe abordări statistice și de învățare automată. Arborele de decizie⁠(d) este probabil cel mai utilizat algoritm de învățare automată. Alți clasificatori utilizați pe scară largă sunt rețelele neurale, algoritmul k-NN⁠(d), metodele kernel⁠(d), cum ar fi support-vector machine⁠(d) (SVM), modelul gaussian de amestec⁠(d) și clasificatorul Bayes naiv. Performanța clasificatorului depinde în mare măsură de caracteristicile datelor care urmează a fi clasificate, cum ar fi dimensiunea setului de date, distribuția eșantioanelor pe clase, dimensionalitatea și nivelul zgomotului. Clasificatorii bazați pe modele funcționează bine dacă modelul asumat se potrivește extrem de bine pe datele reale. În caz contrar, dacă nu există un model compatibil și dacă singura preocupare este acuratețea (și nu viteza sau scalabilitatea), se știe că clasificatorii discriminatori (în special SVM) tind să fie mai exacți decât clasificatorii bazați pe model, cum ar fi „Bayes naiv” pe cele mai multe seturi de date din practică.

### Rețele neurale artificiale

O rețea neurală este un grup de noduri interconectate, asemănătoare cu vasta rețea de neuroni din creierul uman.

Rețelele neurale s-au inspirat din arhitectura neuronilor din creierul uman. Un „neuron” simplu N acceptă intrări de la mai mulți neuroni, fiecare dintre ei, atunci când este activat, aruncă un „vot” ponderat pentru sau împotriva activării neuronului N. Învățarea necesită un algoritm de ajustare a acestor ponderi pe baza datelor de antrenament; un algoritm simplu (pe principiul „conectează ce se declanșează împreună⁠(d)”) este de a crește ponderea conexiunii între doi neuroni conectați atunci când activarea unuia declanșează activarea cu succes a altuia. Rețeaua formează „concepte” care sunt distribuite într-o subrețea de neuroni partajați care tind să se activeze împreună; de exemplu, un concept care înseamnă „picior” ar putea fi cuplat cu o subrețea care înseamnă „picior”, care include sunetul pentru „picior”. Neuronii au un spectru continuu de activare; mai mult, ei pot procesa intrările neliniar, în loc să cântărească voturi simple. Rețelele neurale moderne pot învăța atât funcții continue, cât și, surprinzător, operații logice digitale. Rețelele neuronale au avut succese la prezicerea evoluției pieței bursiere și (în 1995) un autovehicul care se conducea în mare parte automat. În anii 2010, progresele înregistrate în rețelele neurale ce utilizează învățarea în profunzime au propulsat domeniul IA în conștiința publică, și au contribuit la o creștere enormă a investițiilor corporative în IA; de exemplu, fuziunile și achizițiile⁠(d) de companii în domeniul IA în 2017 erau de peste 25 de ori mai substanțiale decât în 2015.
Studiul rețelelor neurale fără învățare a început în deceniul anterior creării domeniului cercetării IA, în lucrarea lui Walter Pitts⁠(d) și a lui Warren Sturgis McCulloch⁠(d). Frank Rosenblatt⁠(d) a inventat perceptronul⁠(d), o rețea de învățare cu un singur strat, similar cu vechiul concept de regresie liniară. Printre pionierii timpurii ale domeniului se numără și Alexei Grigorevici Ivahnenko⁠(d), Teuvo Kohonen⁠(d), Stephen Grossberg⁠(d), Kunihiko Fukushima⁠(d), Christoph von der Malsburg, David Willshaw, Shun'ichi Amari⁠(d), Bernard Widrow⁠(d), John Hopfield, Eduardo R. Caianiello⁠(d) și alții. 
Principalele categorii de rețele sunt rețelele neurale feedforward⁠(d) sau aciclice (unde semnalul trece într-o singură direcție) și rețele neurale recurente⁠(d) (care permit feedback și memorii pe termen scurt ale evenimentelor de intrare anterioare). Printre cele mai populare rețele feedforward sunt perceptronii⁠(d), perceptronii multi-strat⁠(d) și rețelele cu bază radială⁠(d). Rețelele neurale pot fi aplicate problemei controlului inteligent⁠(d) (pentru robotică) sau învățării, folosind tehnici precum învățarea Hebbian⁠(d) („conectează ce se declanșează împreună”), Group method of data handling⁠(d) sau învățare competitivă⁠(d).
Astăzi, rețelele neurale sunt adesea antrenate prin algoritmul Backpropagation, care există de pe la 1970 ca invers al diferențierii automate⁠(d) publicate de Seppo Linnainmaa⁠(d) și a fost introdus în rețelele neurale de Paul Werbos⁠(d).
Memoria temporală ierarhică⁠(d) este o abordare care modelează unele dintre proprietățile structurale și algoritmice ale neocortexului⁠(d).
Pe scurt, majoritatea rețelelor neurale utilizează o anumită formă de coborâre de gradient⁠(d) pe o topologie neurală creată manual. Cu toate acestea, unele grupuri de cercetare, cum ar fi Uber, susțin că o neuroevoluție⁠(d) simplă, în care prin mutație se generează noi topologii și ponderi de rețele neurale, poate fi competitivă chiar și în fața unor abordări sofisticate cu coborâre de gradient. Un avantaj al neuroevoluției este acela că ar putea fi mai puțin predispusă la a fi blocată într-o „fundătură”.

#### Rețele neurale cu feedforward
Învățarea profundă este orice rețea neurală artificială care poate învăța un lanț lung de legături de cauzalitate. De exemplu, o rețea cu feedforward cu șase straturi ascunse poate învăța un lanț de cauzalitate cu șapte legături (șase straturi ascunse + stratul de ieșire) și are o profunzime de „alocare a creditului” (CAP) de șapte. Multe sisteme cu învățare profundă trebuie să poată învăța lanțuri cu zece sau mai multe legături de cauzalitate. Învățarea profundă a transformat multe subdomenii importante ale inteligenței artificiale, inclusiv vederea mașinilor⁠(d), recunoașterea vorbirii, prelucrarea limbajului natural și altele.
Conform unei vederi de ansamblu, expresia Deep Learning a fost introdusă în comunitatea de învățare automată de către Rina Dechter⁠(d) în 1986 și a căpătat anvergură după ce Igor Aizenberg si colegii săi au introdus-o în rețelele neurale artificiale în 2000. Primele rețele rețele funcționale de învățare profundă au fost publicate de Alexei Grigorevici Ivahnenko⁠(d) și VG Lapa în 1965. Aceste rețele sunt antrenate strat cu strat. Articolul lui Ivahnenko din 1971  descrie învățarea unui perceptron multistrat feedforward profund cu opt straturi, deja mult mai profund decât multe rețele ulterioare. În 2006, o publicație a lui Geoffrey Hinton și a lui Ruslan Salahutdinov a introdus un alt mod de pre-antrenare a unor rețele neurale feedforward multistrat, tratând fiecare strat pe rând ca pe o mașină Boltzmann restrânsă⁠(d) nesupravegheată⁠(d), apoi folosind Backpropagation supravegheat⁠(d) pentru reglajul fin. Asemenea rețelelor neurale artificiale superficiale, rețelele neurale profunde pot modela relații neliniare complexe. În ultimii ani, progresele atât în domeniul algoritmilor de învățare automată, cât și în domeniul hardware-ului calculatoarelor au condus la metode mai eficiente de formare a rețelelor neurale profunde care conțin mai multe straturi de unități neliniare ascunse și un strat de ieșire foarte mare.
Învățarea profundă utilizează adesea rețele neurale convoluționale⁠(d) (RNC), ale căror origini par a fi în Neocognitronul⁠(d) introdus de Kunihiko Fukushima⁠(d) în 1980. În 1989, Yann LeCun⁠(d) și colegii săi au aplicat Backpropagation pe o astfel de arhitectură. La începutul anilor 2000, într-o aplicație industrială, RNC prelucrau deja aproximativ 10% până la 20% din toate cecurile scrise în SUA. Începând cu 2011, implementările rapide de RNC pe unitățile de procesare grafică au câștigat numeroase concursuri de recunoaștere vizuală a formelor.
RNC cu 12 straturi convoluționale au fost utilizate împreună cu învățarea prin întărire⁠(d) de către „AlphaGo⁠(d) Lee” al lui Deepmind, programul care l-a învins pe campionul la go în 2016.

#### Rețele neuronale profunde recurente
Încă de la început, învățarea profundă a fost aplicată și la învățarea de succesiuni cu rețele neurale recurente⁠(d) care sunt, teoretic, Turing-complete și pot executa programe arbitrare pentru a procesa secvențe arbitrare de intrări. Adâncimea unei RN recurent este nelimitată și depinde de lungimea secvenței sale de intrare; astfel, o RN recurentă este un exemplu de învățare profundă. Rețelele neurale recurente pot fi antrenate prin coborâre de gradient⁠(d)    dar suferă de problema dispariției gradientului⁠(d). În 1992, s-a demonstrat că pre-antrenarea nesupravegheată a unui set de rețele neurale recurente poate accelera învățarea ulterioară supravegheată a problemelor secvențiale profunde.
Numeroși cercetători folosesc acum variante ale unei RN recurente pentru învățare profundă numită Long-Short Term Memory⁠(d) (LSTM), publicată de Hochreiter & Schmidhuber în 1997. LSTM este adesea antrenată prin Connectionist Temporal Classification (CTC). La Google, Microsoft și Baidu, această abordare a revoluționat recunoașterea vorbirii. De exemplu, în 2015, recunoașterea vocală de la Google a înregistrat un salt spectaculos de performanță de 49% cu ajutorul lui LSTM instruit de CTC, disponibil acum prin Google Voice⁠(d) către utilizatorii a miliarde de smartphone-uri. Google a folosit de asemenea LSTM pentru a îmbunătăți traducerea automată, modelarea limbajului și prelucrarea lingvistică multilingvă. LSTM combinat cu RNC a îmbunătățit și descrierea automată a imaginilor și o multitudine de alte aplicații.

### Evaluarea progresului
Ca și electricitatea sau motorul cu abur, IA este o tehnologie cu scop general. Nu există un consens despre cum să se caracterizeze sarcinile la care IA tinde să exceleze. Deși proiecte precum AlphaZero⁠(d) au reușit să-și genereze propriile cunoștințe de la zero, multe alte proiecte de învățare automată necesită seturi de date de antrenament mari. Cercetătorul Andrew Y. Ng⁠(d) a sugerat, ca o „regulă aproximativă extrem de imperfectă”, că „aproape orice poate fi făcut de un om cu mai puțin de o secundă de gândire mentală, poate să fie, acum sau în viitorul apropiat, automatizat prin utilizarea IA”. Paradoxul lui Moravec⁠(d) sugerează că IA rămâne în urma omului la multe sarcini pentru a căror bună îndeplinire creierul uman a evoluat anume.
Jocurile oferă un punct de referință foarte mediatizat pentru evaluarea ratei progresului. AlphaGo⁠(d) a adus, în preajma lui 2016, sfârșitul epocii testelor cu jocuri de masă. Jocurile de cunoștințe imperfecte oferă noi provocări pentru IA în domeniul teoriei jocurilor. E-sporturile, cum ar fi StarCraft, continuă să furnizeze repere publice suplimentare. Există numeroase concursuri și premii, cum ar fi Imagenet Challenge⁠(d), pentru promovarea cercetării în domeniul inteligenței artificiale. Cele mai comune domenii de concurs sunt inteligența automată generală, comportamentul conversațional, data mining, mașini robotizate și fotbal jucat de roboți, pe lângă jocuri convenționale.
„Jocul imitației” (o interpretare a testului Turing din 1950 care evaluează dacă un calculator poate imita un om) este în prezent considerat prea exploatabil pentru a fi un test semnificativ. Un derivat al testului Turing este Testul Turing Public Complet Automatizat pentru Deosebirea Omului de Calculator (Completely Automated Public Turing test to tell Computers and Humans Apart, CAPTCHA). După cum sugerează și numele, acest lucru ajută la determinarea dacă utilizator este o persoană reală sau un computer care simulează un om. Spre deosebire de testul Turing standard, care este administrat de către un om unei mașini, CAPTCHA este administrat de o mașină unui om. Un computer cere unui utilizator să completeze un test simplu, apoi generează o notă pentru acel test. Computerele nu reușesc să rezolve problemele, deci soluțiile corecte sunt considerate a fi rezultatul faptului că testul a fost efectuat de un om. Un tip comun de CAPTCHA este un test care necesită identificarea unor litere, numere sau simboluri distorsionate care apar într-o imagine care ar fi indescifrabilă pentru un calculator.
Testele de „inteligență universale” propuse au scopul de a compara cât de bine se comportă mașinile, oamenii și chiar animalele la seturi de probleme care sunt cât mai generice cu putință. La extrem, suita de test poate conține orice problemă posibilă, ponderată de complexitatea Kolmogorov⁠(d); din păcate, aceste seturi de probleme tind să fie dominate de exerciții slabe de aplicare a șabloanelor, la care o IA acordată corespunzător poate depăși cu ușurință performanța umană. 

### Metrici universale de tip cutie neagră de măsurare a inteligenței sistemelor
Pe baza diversității mari de sisteme inteligente (agenți inteligenți și sisteme multi-agent cooperative inteligente), trebuie utilizate metrici universale capabile să măsoare inteligența sistemelor și, totodată, să compare sistemele pe baza inteligenței lor. Una dintre proprietățile cele mai importante ale unei metrici de măsurare a inteligenței este tratarea aspectului de variabilitate în inteligență. Metricile de inteligență de tip cutie neagră, cum ar fi MetrIntPair , MetrIntPairII , MetrIntMeas  și metoda ExtrIntDetect  sunt universale, deoarece nu depind de arhitectura sistemelor a căror inteligență o măsoară. MetrIntPair este o metrică precisă care poate măsura și compara simultan inteligența a două sisteme. MetrIntPairII este o metrică precisă și robustă care poate măsura și compara simultan inteligența unui număr oarecare de sisteme inteligente. Metricile MetrIntPair și MetrIntPairII folosesc măsurători specifice de inteligență bazate pe o metodă de măsurare pe perechi și pot clasifica sistemele studiate în clase de inteligență. MetrIntMeas poate măsura și compara inteligența unui sistem studiat cu o inteligență de referință. Metoda ExtrIntDetect poate să detecteze sistemele cu inteligență extremă dintr-un set de sisteme inteligente studiate. 

## Aplicații

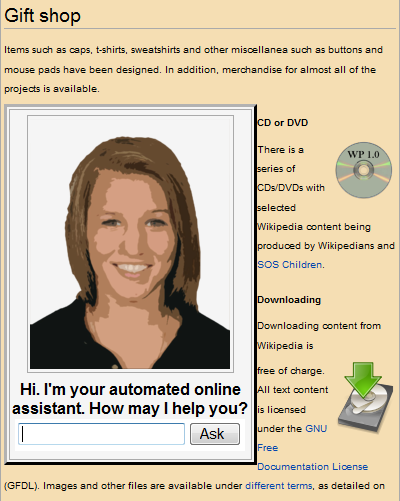
Un asistent online automat oferind servicii clienților pe o pagină web— una dintre multele aplicații foarte primitive ale inteligenței artificiale

IA este relevantă pentru orice sarcină intelectuală. Tehnicile moderne de inteligență artificială sunt omniprezente și sunt prea numeroase pentru a fi prezentate exhaustiv aici. Frecvent, atunci când o tehnică ajunge în uz general, ea nu mai este considerată a fi inteligență artificială; acest fenomen este denimit efectul IA⁠(d).
Printre exemplele de IA foarte vizibile se numără vehiculele autonome (cum ar fi dronele și autoturismele conduse automat), diagnosticul medical, unele creații artistice (cum ar fi poezia), demonstrarea unor teoreme matematice, jocurile (cum ar fi șahul sau go), motoarele de căutare (cum ar fi Google Search), asistenți online (cum ar fi Siri), recunoașterea imaginilor în fotografii, filtrarea spamului, prezicerea întârzierilor zborurilor, prezicerea deciziilor judiciare și direcționarea reclamelor online.
După ce site-urile de social media au depășit televiziunea ca sursă de știri pentru tineri, organizațiile de știri se bazează tot mai mult pe platformele de social media pentru generarea de distribuție, editorii majori folosesc acum tehnologia inteligenței artificiale pentru a publica mai eficient articole și de a genera volume mai mari de trafic.

### Sănătate

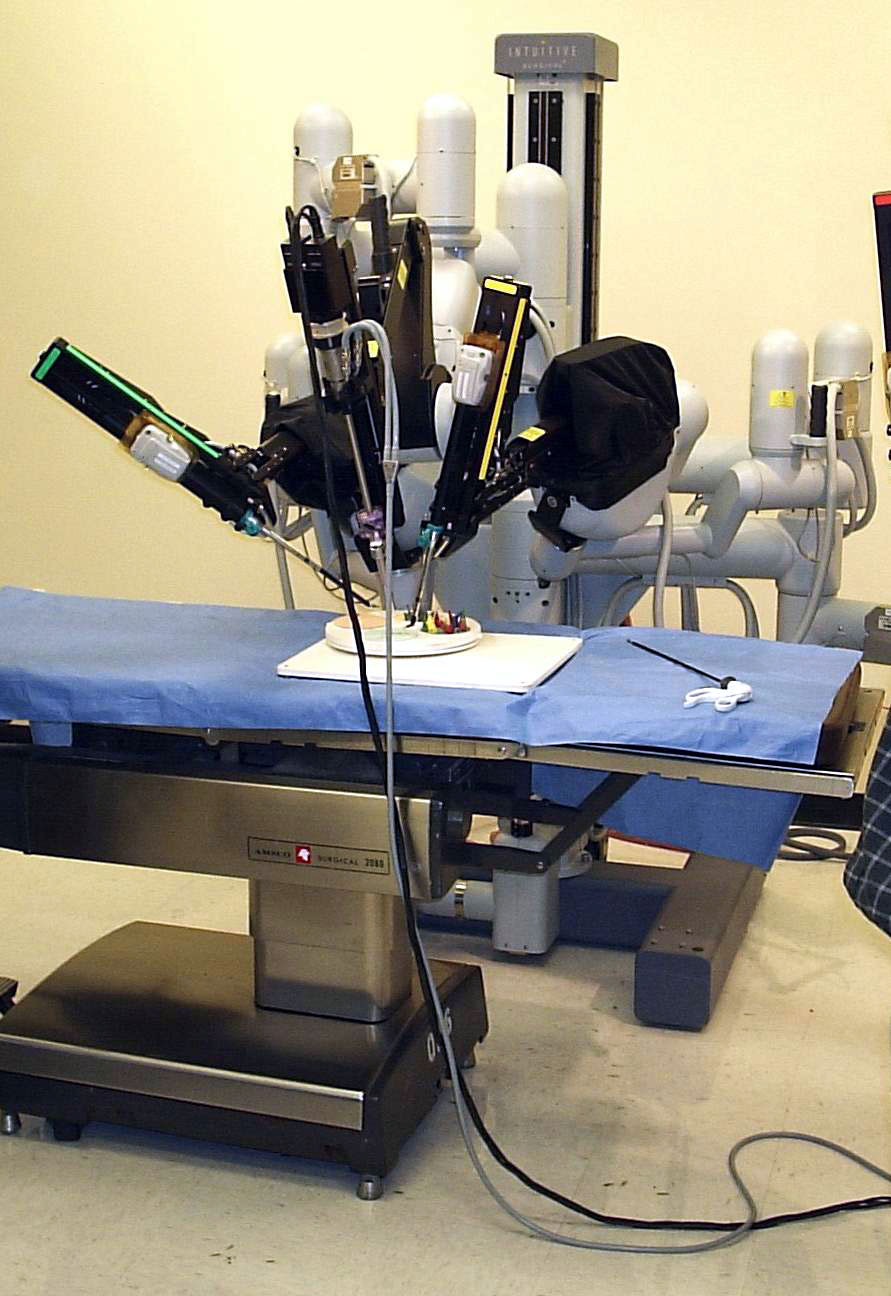
Un braț chirurgical al Sistemului Chirurghical Da Vinci

IA se aplică în problema de cost ridicat a dozajului — unde unele rezultate sugerau că IA ar putea economisi 16 miliarde de dolari. În 2016, un studiu de pionierat efectuat în California a constatat că o formulă matematică dezvoltată cu ajutorul IA a determinat în mod corect doza exactă de medicamente imunosupresoare care să fie administrată pacienților implicați în transplante de organe. 

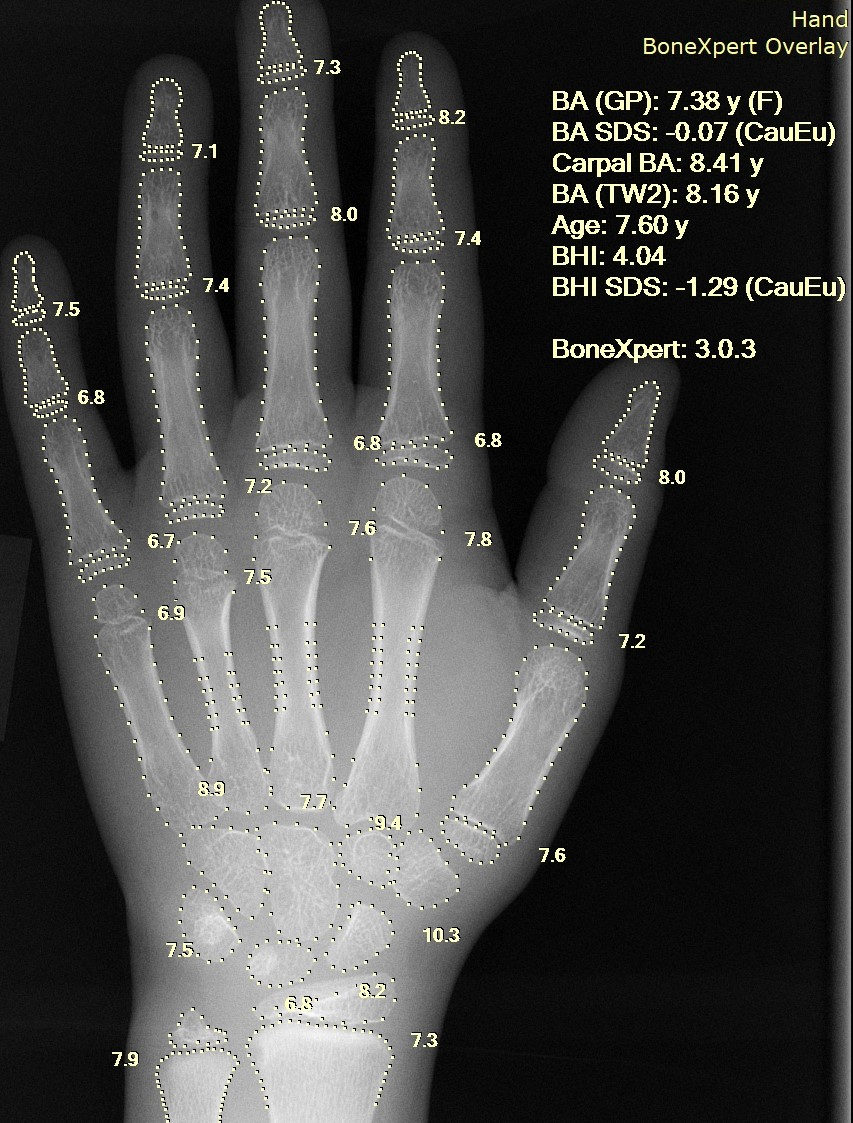
a unei mâini, cu calcul automat al efectuat de un software de calculator

Inteligența artificială pătrunde în industria sănătății ca asistent al medicilor. Potrivit Bloomberg Technology, Microsoft a dezvoltat IA pentru a ajuta medicii să găsească tratamentele corecte pentru cancer. Există o cantitate substanțială de cercetare și un număr mare de medicamente dezvoltate pentru cancer. În detaliu, există peste 800 de medicamente și vaccinuri pentru tratarea cancerului. Acest lucru afectează negativ medicii, deoarece există prea multe opțiuni din care să aleagă, făcând mai dificilă alegerea medicamentelor potrivite pentru pacienți. Microsoft lucrează la un proiect pentru a dezvolta o mașină numită „Hanover”. Obiectivul său este de a memora toate lucrările necesare din domeniul oncologiei și de a ajuta să se prevadă care combinații de medicamente vor fi cele mai eficiente pentru fiecare pacient. Un proiect la care se lucrează în prezent este combaterea leucemiei mieloide, un cancer mortal al cărui tratament nu s-a îmbunătățit de decenii. Un alt studiu a arătat că inteligența artificială este la fel de bună ca medicii instruiți în identificarea cancerelor de piele. Un alt proiect utilizează inteligența artificială pentru a încerca monitorizarea mai multor pacienți cu risc crescut și acest lucru se face prin punerea de numeroase întrebări fiecărui pacient, pe baza datelor obținute din interacțiunile medicului uman cu pacientul. S-a realizat un studiu cu învățare prin transfer, mașina a efectuat un diagnostic similar unui oftalmolog bine pregătit și ar putea genera o decizie în 30 de secunde dacă pacientul trebuie sau nu să fie trimis la tratament, cu o precizie de peste 95%.
Potrivit CNN, un studiu efectuat de chirurgi de la Centrul Medical National pentru Copii din Washington a demonstrat cu succes o interventie chirurgicală efectuată de un robot autonom. Echipa a supravegheat robotul în timp ce el efectua o intervenție chirurgicală pe țesuturi moi, reparând intestinul rupt al unui porc într-o intervenție chirurgicală deschisă cu o reușită mai bună decât a unui chirurg uman, după afirmațiile echipei. IBM și-a creat propriul calculator de inteligență artificială, IBM Watson, care a depășit inteligența umană (la anumite nivele). Watson nu numai că a câștigat la show-ul de joc Jeopardy! împotriva foștilor campioni dar a fost declarat erou după ce a diagnosticat cu succes o femeie care suferea de leucemie.

### Industria auto
Progresele din IA au contribuit la creșterea industriei de automobile prin crearea și evoluția autovehiculelor cu autovehicule. În 2016, existau peste 30 de companii care utilizau IA la crearea mașinilor fără șofer. Câteva companii implicate în IA sunt Tesla, Google și Apple.
Multe componente contribuie la funcționarea autoturismelor. Aceste vehicule incorporează sisteme cum ar fi frânarea, schimbarea benzii de rulare, prevenirea coliziunilor, navigarea și cartografierea. Împreună, aceste sisteme, precum și computerele de înaltă performanță, sunt integrate într-un singur vehicul complex.
Evoluțiile recente în domeniul autovehiculelor autonome au făcut posibilă inovația autoturismelor conduse automat, deși acestea se află încă în faza de testare. Guvernul britanic a adoptat legislație pentru începerea testării unor mici flote de autoturisme fără șofer în 2018. Plutoanele de camioane automate sunt o flotă de autocamioane care conduc în urma unui camion condus de un om, deci plutonul de camioane nu este în întregime autonom. Între timp, Daimler, o companie germană de automobile, testează Freightliner Inspiration, o mașină semi-autonomă de fi folosit numai pe șosele interurbane.
Un factor principal care influențează abilitatea unui automobil de a funcționa fără conducător auto este cartografierea. În general, vehiculul ar putea fi pre-programat cu o hartă a zonei prin care conduce. Această hartă ar include date privind aproximarea luminii stradale și a înălțimii bordurilor pentru ca vehiculul să fie conștient de împrejurimile sale. Cu toate acestea, Google a lucrat la un algoritm al cărui scop este de a elimina nevoia de hărți preprogramate și a creat, în schimb, un dispozitiv care să se poată adapta la o varietate de împrejurimi noi. Unele autovehicule automate nu sunt echipate cu volane sau pedale de frână, așa că s-au concentrat pe cercetări asupra creării unui algoritm capabil să mențină un mediu sigur pentru pasagerii vehiculului prin conștientizarea condițiilor de condus și de viteză.
Un alt factor care influențează capacitatea unui automobil fără șofer este siguranța pasagerului. Pentru a face un automobil fără șofer, inginerii trebuie să-l programeze pentru a gestiona situațiile cu risc ridicat. Aceste situații ar putea include o ciocnire frontală cu pietoni. Scopul principal al mașinii trebuie să fie acela de a lua o decizie care să evite lovirea pietonilor și salvarea pasagerilor în mașină. Dar există o posibilitate ca mașina să aibă nevoie de o decizie care ar pune pe cineva în pericol. Cu alte cuvinte, mașina ar trebui să decidă să salveze pietonii sau pasagerii. Programarea mașinii în aceste situații este esențială pentru un automobil fără conducător auto. 

### Finanțe și economie
Instituțiile financiare folosesc de mult timp sistemele de rețele neurale artificiale pentru a detecta debite sau cereri de debitare extraordinare, marcându-le pentru a fi cercetate de oameni. Utilizarea IA în sectorul bancar datează din 1987, când Security Pacific Bank⁠(d) din SUA a înființat un Task force pentru Prevenirea Fraudelor cu scopul de a contracara utilizarea neautorizată a cardurilor de debit. Programe precum Kasisto și Moneystream utilizează IA în serviciile financiare. 
Băncile utilizează astăzi sisteme cu inteligență artificială pentru a organiza operațiuni, a menține evidența contabilă, a investi în acțiuni și a gestiona proprietățile. IA poate reacționa la schimbări bruște și în timpul nopții sau în zilele nelucrătoare. În august 2001, roboții au învins oamenii într-o competiție simulată de tranzacționare financiară⁠(d). IA a redus și frauda și criminalitatea financiară prin monitorizarea modelelor comportamentale⁠(d) ale utilizatorilor pentru orice schimbări anormale sau anomalii.
Utilizarea mașinilor cu IA pe piață în aplicații precum comerțul online și luarea deciziilor a schimbat teoriile economice majore. De exemplu, platformele de cumpărare și vânzare bazate pe IA au schimbat legea cererii și ofertei prin faptul că acum este posibilă estimarea cu ușurință a unor curbe individualizate de cerere și ofertă și, prin urmare, stabilirea prețurilor individualizate. În plus, mașinile cu IA reduc asimetria informației⁠(d) pe piață, făcând astfel piețele mai eficiente, și reducând volumul tranzacțiilor. Printre alte teorii în care IA a avut impact se numără alegerea rațională, așteptările raționale, teoria jocurilor, punctul de cotitură Lewis⁠(d), optimizarea portofoliului și gândirea contrafactuală⁠(d). 

### Jocuri video
În jocurile video, inteligența artificială este utilizată în mod obișnuit pentru a genera un comportament dinamic la personajele nejucător (NPC). În plus, tehnici IA bine cunoscute sunt utilizate în mod curent pentru găsirea de drumuri⁠(d). Unii cercetători consideră că NPC cu IA în jocuri sunt o „problemă rezolvată” pentru majoritatea cazurilor din producție. Printre jocurile cu IA mai atipice se numără directorul IA din Left 4 Dead⁠(d) (2008) și antrenamentul neuroevoluționar al plutoanelor în Supreme Commander 2⁠(d) (2010).

### Armată
Cheltuielile militare mondiale anuale pe robotică au crescut de la 5,1 miliarde de dolari în 2010 la 7,5 miliarde de dolari în 2015. Dronele militare capabile de acțiune autonomă sunt considerate pe scară largă o dotare utilă. Mulți cercetători în domeniul inteligenței artificiale încearcă să se distanțeze de aplicațiile militare ale AI. 

### Inteligența artificială generativă
Inteligența artificială generativă  este inteligența artificială capabilă să genereze texte, imagini, video, sau alte date folosind modele generative.

### Audit
Pentru auditul contabilității financiare, IA face posibil auditul continuu. Instrumentele cu IA pot analiza pe loc multe seturi de informații diferite. Beneficiul potențial este reducerea riscului general de audit, creșterea nivelului de asigurare și reducerea duratei auditului.

### Publicitate
Se poate utiliza IA pentru a anticipa sau generaliza comportamentul clienților din amprenta lor digitală⁠(d), pentru a-i viza cu ajutorul unor promoții personalizate sau pentru a construi în mod automat profiluri de client. Un caz documentat arată că companiile de jocuri de noroc online folosesc IA pentru a îmbunătăți direcționarea reclamelor către clienți.
Mai mult, aplicarea modelelor de IA de calcul al personalității⁠(d) poate contribui la reducerea costurilor campaniilor publicitare prin adăugarea de direcționare psihologică la direcționarea , sociodemografică sau comportamentală.

### Artă
Inteligența artificială a inspirat numeroase aplicații creative, inclusiv utilizarea sa pentru a produce arte vizuale. Expoziția „Mașini gânditoare: artă și design în era calculatoarelor, 1959-1989” de la MoMA oferă o imagine de ansamblu asupra aplicațiilor istorice ale IA în artă, arhitectură și design. Printre expozițiile recente care prezintă utilizarea de IA pentru a produce artă se numără acțiunile și licitațiile de binefacere sponsorizate de Google de la Fundația Grey Area din San Francisco, unde artiștii au experimentat cu algoritmul deepdream,  și expoziția „Unhuman: Art in Age of AI”, care a avut loc în Los Angeles și Frankfurt, în toamna anului 2017. În primăvara anului 2018, Association for Computing Machinery a dedicat un număr special al revistei sale subiectului computerelor și artei, evidențiind rolul învățării automate în artă.

## Filosofie și etică
Există trei întrebări filosofice legate de IA: 
1. Este posibilă inteligența artificială generală? Poate o mașină să rezolve orice problemă pe care o ființă umană o poate rezolva folosind inteligența? Sau există limite dure pentru ceea ce poate realiza o mașină?
2. Sunt mașinile inteligente periculoase? Cum putem să ne asigurăm că mașinile se comportă etic și că sunt utilizate în mod etic?
3. Poate o mașină să aibă minte, conștiință și stări mentale la fel cum au oamenii? Poate o mașină să fie conștientă de sine⁠(d) și, prin urmare, să merite anumite drepturi? Poate o mașină să provoace rău intenționat⁠(d)?

### Limitele inteligenței generale artificiale
Poate o mașină să fie inteligentă? Poate „gândi”? 
Convenția „politicoasă” a lui Alan Turing,
Nu trebuie să decidem dacă o mașină poate „gândi”; trebuie doar să decidem dacă o mașină poate funcționa inteligent ca o ființă umană. Această abordare a problemelor filosofice asociate cu inteligența artificială formează baza testului Turing.
Propunerea de la Dartmouth⁠(d)
„Fiecare aspect al învățării sau orice altă caracteristică a inteligenței poate fi atât de precis descris încât poate fi făcută o mașină pentru a-l simula”. Această presupunere a fost tipărită în propunerea pentru Conferința de la Dartmouth din 1956 și reprezintă poziția celor mai mulți cercetători din IA.
Ipoteza sistemului de simboluri fizice a lui Newell și Simon⁠(d)
„Un sistem de simboluri fizice are mijloacele necesare și suficiente pentru acțiune inteligentă generală”. Newell și Simon susțin că inteligența constă în operațiuni formale pe simboluri.  Hubert Dreyfus argumenta că, dimpotrivă, expertiza umană depinde mai degrabă de instinctul inconștient decât de manipularea simbolică a conștientului și pe un „simț” al situației, mai degrabă decât o cunoaștere simbolică explicită. 
Argumentele Gödeliene
Gödel însuși, John Lucas (în 1961) și Roger Penrose (într-un argument mai detaliat începând cu 1989) au susținut cu argumente extrem de tehnice că matematicienii umani pot vedea constant adevărul propriilor lor „afirmații Gödel” și, prin urmare, că au abilități de calcul dincolo de mașinile Turing mecanice. Cu toate acestea, consensul modern în comunitatea științifică și matematică este că aceste „argumente Gödeliene” nu sunt valide.
Argumentul creierului artificial⁠(d)
Creierul poate fi simulat de mașini și, deoarece creierul este inteligent, creierul simulat trebuie să fie și el inteligent; astfel mașinile pot fi inteligente. Hans Moravec⁠(d), Ray Kurzweil și alții au susținut că este posibil din punct de vedere tehnologic să se copieze creierul direct în hardware și software, și ca o astfel de simulare să fie în esență identică cu originalul.
Efectul IA⁠(d)
Mașinile sunt deja inteligente, dar observatorii nu își dau seama. Când Deep Blue l-a învins pe Garry Kasparov la șah, mașina se purta inteligent. Cu toate acestea, privitorii neagă de obicei comportamentul unui program cu inteligență artificială, argumentând că nu este în definitiv inteligență „reală”; astfel, inteligența „reală” este orice comportament inteligent pe care oamenii îl pot avea, dar mașinile încă nu. Acesta este cunoscut sub numele de efectul IA: „IA este ceea ce nu s-a făcut încă”.

### Probleme potențiale
Utilizarea pe scară largă a inteligenței artificiale ar putea avea consecințe neintenționate⁠(d) care pot fi periculoase sau nedorite. Oamenii de știință de la Institutul pentru Viitorul Vieții⁠(d) au descris, printre altele, câteva obiective de cercetare pe termen scurt pentru a vedea cum IA influențează economia, legile și etica implicate în IA și cum să minimizeze riscurile de securitate aduse de IA. Pe termen lung, oamenii de știință au propus să se continue să se optimizeze funcțiilor, reducând în același timp riscurile posibile de securitate care vin împreună cu noile tehnologii.

#### Risc existențial
Fizicianul Stephen Hawking, fondatorul Microsoft Bill Gates, și fondatorul SpaceX Elon Musk și-au exprimat îngrijorarea cu privire la posibilitatea ca IA să poată evolua până la punctul în care oamenii nu ar putea să o mai controleze, iar Hawking a teoretizat că acest lucru ar putea „însemna sfârșitul rasei umane⁠(d)”.
În cartea sa Superintelligence: Paths, Dangers, Strategies, Nick Bostrom oferă un argument că inteligența artificială va constitui o amenințare pentru omenire. El susține că, dacă alege acțiuni bazate pe atingerea unui anumit scop, o IA suficient de inteligentă va prezenta un comportament convergent⁠(d), respectiv va acumula resurse și se va proteja de la oprire. Dacă scopurile IA nu le reflectă pe cele ale umanității — de exemplu, o IA căreia i se cere să calculeze cât mai multe cifre din pi posibil — ar putea face rău umanității pentru a obține mai multe resurse sau pentru a preveni închiderea sa, totul pentru a-și atinge mai bine scopul. 
Preocuparea față de riscul produs de inteligența artificială a dus la unele donații și investiții foarte cunoscute. Un grup de titani tehnologici proeminenți, printre care Peter Thiel, Amazon Web Services și Musk, au angajat 1 miliard de dolari pentru OpenAI, o companie nonprofit care vizează promovarea dezvoltării responsabile a IA. Opinia experților din domeniul inteligenței artificiale este diversă, existând fracțiuni considerabile care nu sunt îngrijorate, dar și altele care sunt, de riscul unei IA capabile de supra-umanitate. În ianuarie 2015, Elon Musk a donat zece milioane de dolari Institutului „Viitorul Vieții”⁠(d) pentru a finanța cercetarea privind înțelegerea procesului de decizie în IA. Scopul institutului este „să crească înțelepciunea cu care gestionăm" puterea tot mai mare a tehnologiei. Musk finanțează și companiile care dezvoltă inteligență artificială, cum ar fi DeepMind și Vicarious⁠(d), doar pentru „a urmări ce se întâmplă cu inteligența artificială”. El crede că „există un rezultat potențial periculos.” In anul 2015 a avut loc o conferință științifică majoră în domeniul siguranței Inteligenței Artificiale, printre organizatorii căreia a fost cercetătorul Max Tegmark, dar și foarte mulți specialiști în domeniu de la Harvard, Boston și alte cele mai importante universități americane, care s- a ținut în Puerto- Rico, și la care a participat și Elon Musk. Tocmai aici miliardarul american și- a anunțat susținerea financiară pentru cercetările în domeniul siguranței inteligenței Artificiale. Evenimentul avea loc chiar în ajunul lansării a două rachete de către Space X, și faptul susținerii acestui domeniu de către una dintre cele mai importante figuri din domeniul spațial din lume a însemnat un progres substanțial al cercetării în domeniul inteligenței artificiale in SUA.
Pentru ca acest pericol să fie realizat, un IA ipotetic ar trebui să capete putere și inteligență superioară întregii umanități, posibilitate suficient de îndepărtată în viitor ca să nu merite cercetată. Alte contraargumente se învârt în jurul ideii că oamenii sunt, fie intrinsec, fie convergent, valoroși din perspectiva unei inteligențe artificiale.

#### Devalorizarea umanității
Joseph Weizenbaum⁠(d) scria că aplicațiile IA nu pot, prin definiție, să simuleze cu adevărat empatia umană reală și că utilizarea tehnologiei IA în domenii precum serviciul pentru clienți⁠(d) sau psihoterapia este profund greșită. Weizenbaum a fost deranjat și de faptul că cercetătorii IA (și unii filozofi) erau dispuși să vadă mintea umană ca pe un program de calculator (o poziție cunoscută acum sub numele de computaționalism⁠(d)). Pentru Weizenbaum aceste idei sugerează că cercetarea IA ar devaloriza viața umană.

#### Dreptate socială
O preocupare este că programele IA pot fi programate pentru a fi părtinitoare împotriva anumitor grupuri, cum ar fi femeile și minoritățile, deoarece majoritatea dezvoltatorilor sunt bărbați albi bogați. Sprijinul pentru inteligența artificială este mai mare în rândul bărbaților (cu aprobarea de 47%) decât femeile (35%).

#### Scăderea cererii pentru munca umană
Relația dintre automatizare și ocuparea forței de muncă este complicată. În timp ce automatizarea elimină locurile de muncă vechi, ea și creează noi locuri de muncă prin efectele microeconomice și macroeconomice. Spre deosebire de valurile anterioare de automatizare, multe locuri de muncă ale clasei de mijloc pot fi eliminate prin inteligența artificială; The Economist afirmă că „îngrijorarea pe care IA ar putea să o facă în cazul muncii calificate ceea ce a făcut mașina cu aburi celei manuale în timpul Revoluției Industriale” merită luat în serios. Estimările subiective ale riscului variază foarte mult; de exemplu, Michael Osborne și Carl Benedikt Frey⁠(d) estimează că 47% din locurile de muncă din SUA sunt „cu risc ridicat” de automatizare potențială, în timp ce raportul OCDE clasifică doar 9% din locurile de muncă din SUA cu „risc ridicat”. Locurile de muncă cu intervalul de risc extrem sunt cele de tipul paralegal sau bucătar de fast-food, în timp ce cererea de locuri de muncă este probabil să crească pentru profesiile legate de servicii directe, de la asistența medicală personală la cler.  Autorul Martin Ford⁠(d) și alții merg mai departe și susțin că un număr mare de locuri de muncă sunt de rutină, repetitive și (pentru o IA) previzibile; Ford avertizează că aceste locuri de muncă ar putea fi automatizate în următoarele decenii și că multe dintre noile locuri de muncă ar putea să nu fie „accesibile persoanelor cu capacități medii”, chiar și prin recalificare. Economiștii subliniază faptul că tehnologia din trecut avea tendința de a crește, și nu de a reduce ocuparea totală a forței de muncă, dar a recunoscut că „suntem pe un teritoriu neexplorat” cu IA.

#### Arme autonome
Actualmente, peste 50 de țări cercetează roboți de luptă, inclusiv Statele Unite, China, Rusia și Regatul Unit. Mulți oameni preocupați de riscul de IA superinteligent doresc, de asemenea, să limiteze utilizarea soldaților și a dronelor artificiale.

### Mașini etice
Mașinile cu inteligență au potențialul de a-și folosi inteligența pentru a preveni daunele și pentru a minimiza riscurile; ele pot avea capacitatea de a folosi raționamentul etic pentru a-și alege mai bine acțiunile în lume. Cercetarea în acest domeniu cuprinde etica mașinii⁠(d), agenții artificiali morali⁠(d) și IA prietenoasă⁠(d). 

#### Agenți artificiali morali
Wendell Wallach a introdus conceptul de agent artificial moral⁠(d) (AMA) în cartea sa Morale Machines. Pentru Wallach, AMA au devenit o parte a peisajului de cercetare al inteligenței artificiale, fiind ghidat de cele două întrebări centrale pe care le identifică drept: „Vrea omenirea ca mașinile să ia decizii morale?” și „pot (ro)boții să fie cu adevărat morali?”. Pentru Wallach, întrebarea nu este centrată pe problema dacă mașinile pot demonstra echivalența comportamentului moral, ci pe constrângerile pe care societatea le poate impune asupra dezvoltării AMA.

#### Etica mașinilor
Domeniul eticii mașinilor se referă la imprimarea de principii etice mașinilor sau la o procedură de descoperire a unei modalități de rezolvare a dilemelor etice pe care le-ar putea întâmpina, permițându-le să funcționeze într-o manieră etică responsabilă prin propriile decizii etice. Domeniul a fost descris în Simpozionul AAAI Fall 2005 privind etica mașinilor: „Cercetările anterioare privind relația dintre tehnologie și etică s-au axat în mare parte pe utilizarea responsabilă și iresponsabilă a tehnologiei de către ființele umane, câțiva oameni fiind interesați de modul în care ființele umane tratează mașinile. În toate cazurile, numai ființele umane s-au angajat în raționamentul etic. A sosit timpul să adăugăm o dimensiune etică cel puțin unora din mașini. Recunoașterea ramificațiilor etice ale comportamentului care implică mașini, precum și evoluțiile recente și potențiale ale autonomiei mașinilor necesită acest lucru. Spre deosebire de hackingul calculatoarelor, problemele legate de proprietatea software-ului, problemele de confidențialitate și alte subiecte care sunt în mod normal atribuite eticii calculatoarelor, etica mașinilor se referă la comportamentul mașinilor față de utilizatorii umani și față de alte mașini. Cercetarea în etica mașinilor este esențială pentru atenuarea preocupărilor cu sistemele autonome — s-ar putea argumenta că noțiunea de mașini autonome fără o asemenea dimensiune este la baza tuturor temerilor legate de inteligența mașinilor. În plus, investigarea eticii mașinilor ar putea permite descoperirea unor probleme cu teoriile etice actuale, îmbunătățindu-ne gândirea despre etică.” Etica mecanică este uneori denumită „moralitatea mașinii”, „etică computațională” sau „moralitate computațională”. O varietate de perspective ale acestui domeniu incipient pot fi găsite în ediția colectivă „Machine Ethics” care provine din simpozionul AAAI Fall 2005 privind etica mașinilor.

#### IA rău-voitoare și IA prietenoasă
Politologul Charles T. Rubin⁠(d) consideră că IA nu poate fi nici proiectată, nici garantată a fi binevoitoare. El susține că „orice bunăvoință suficient de avansată poate fi indisolubilă de rea-voință”. Oamenii nu ar trebui să presupună că mașinile sau roboții ne vor trata favorabil, deoarece nu există niciun motiv a priori de a crede că ar simpatiza cu sistemul nostru de moralitate, care a evoluat odată cu biologia noastră particulară (pe care IA nu ar împărtăși-o). Software-ul inteligent poate să nu decidă neapărat să susțină existența umanității și ar fi extrem de dificil să se oprească. Acest subiect a început de curând să fie discutat în publicațiile academice ca o adevărată sursă de risc pentru civilizație, oameni și planeta Pământ. 
O propunere de abordare a acestei situații este aceea de a se asigura că prima IA inteligentă în general este „IA prietenoasă⁠(d)” și că va fi capabilă să controleze IA dezvoltate ulterior. Unii se întreabă dacă acest tip de control ar putea rămâne funcțional. 
Cercetătorul de IA Rodney Brooks⁠(d) scria: „cred că este o greșeală să ne îngrijorăm că am putea dezvolta IA rău-voitoare oricând în următoarele câteva sute de ani. Cred că îngrijorarea provine dintr-o eroare fundamentală de a nu distinge diferența dintre progresele recente foarte reale într-un anumit aspect al IA pe de o parte, și enormitatea și complexitatea construirii unei inteligențe voluntare conștiente de sine.”

### Conștiința, sentimentul și mintea pentru o mașină
Dacă un sistem cu IA replică toate aspectele cheie ale inteligenței umane, va fi și acest sistem conștient de sine⁠(d) — va avea o minte care are experiențe conștiente? Această întrebare este strâns legată de problema filosofică cu privire la natura conștiinței umane, numită în general problema grea a conștiinței⁠(d). 

#### Conștiința
David Chalmers⁠(d) a identificat două probleme în înțelegerea minții, pe care le-a numit problemele „grea” și „ușoară” ale conștiinței. Problema ușoară este înțelegerea modului în care creierul procesează semnale, face planuri și controlează comportamentul. Problema grea explică cum se simte sau de ce ar trebui să se simtă. Prelucrarea informației⁠(d) umane este ușor de explicat, însă experiența subiectivă⁠(d) umană este dificil de explicat. 
De exemplu, să considerăm ceea ce se întâmplă atunci când unei persoane i se arată un specimen de culoare și ea o identifică, spunând că este „roșu”. Problema ușoară necesită doar înțelegerea mecanismelor din creier care fac posibil ca o persoană să știe că specimenul de culoare este roșu. Problema dificilă este că oamenii mai știu și altceva — ei știu și cum arată roșu. (o persoană născută fără vedere poate să știe că ceva este roșu fără să știe ce arată roșu.)  Toată lumea știe că experiența subiectivă există, deoarece o au în fiecare zi (de exemplu, toți oamenii care pot vedea știu ce este roșu). Problema dificilă explică modul în care creierul îl creează, de ce există, și cum este diferit de cunoștințe și de alte aspecte ale creierului. 

#### Computaționalism și funcționalism
Computaționalismul este poziția din domeniul filosofiei minții că mintea umană, creierul uman sau ambele sunt sisteme de procesare a informațiilor și că gândirea este o formă de calcul. Computaționalismul susține că relația dintre minte și corp este similară sau identică cu relația dintre software și hardware și, astfel, poate fi o soluție la problema minții și corpului⁠(d). Această poziție filosofică a fost inspirată de activitatea cercetătorilor din IA și a specialiștilor în științele cognitive din anii 1960 și a fost inițial propusă de filozofii Jerry Fodor⁠(d) și Hilary Putnam. 

#### Ipoteza IA puternice
Poziția filosofică pe care John Searle a numit-o Inteligență artificială puternică afirmă: „calculatorul programat corespunzător, cu intrările și ieșirile corecte ar avea astfel o minte în același sens cu care oamenii au minți”. Searle contrazice această afirmație cu argumentul camerei chinezești⁠(d), care ne cere să privim în interiorul calculatorului și să încercăm să găsim unde ar putea fi „mintea”.

#### Drepturile roboților
Dacă o mașină poate fi creată cu inteligență, ar putea simți⁠(d)? Dacă poate simți, are aceleași drepturi ca și omul? Această problemă, cunoscută acum ca „drepturile roboților”, este în prezent analizată de către Institutul pentru Viitor⁠(d) din California, deși mulți critici consideră că discuția este prematură. Unii critici ai transumanismului susțin că orice drepturi ipotetice ale robotului ar rezida pe un spectru, cu drepturile animalelor și drepturile omului. Subiectul este discutat în profunzime în filmul documentar Plug & Pray⁠(d) din 2010.

### Superinteligența
Există limite pentru cât de inteligente pot fi mașinile sau hibrizii om-mașină? O superinteligență, hiperintelligență sau inteligență supraomenească este un agent ipotetic care ar avea o inteligență care depășește cu mult pe cea a celei mai strălucite și mai talentate minți umane. Superinteligența se poate referi și la forma sau gradul de inteligență posedat de un astfel de agent.

#### Singularitatea tehnologică
Dacă cercetarea despre IA puternică ar produce software suficient de inteligent, s-ar putea reprograma și îmbunătăți singură. Software-ul îmbunătățit ar fi chiar mai bun la a se îmbunătăți singur, ceea ce ar duce la o auto-îmbunătățire recursivă. Noua inteligență ar putea astfel să crească exponențial și să depășească în mod dramatic oamenii. Scriitorul de science fiction Vernor Vinge a numit acest scenariu „singularitatea”. Singularitatea tehnologică este atunci când accelerarea progresului în tehnologii va provoca un efect în cascadă, în care inteligența artificială va depăși controlul și capacitatea intelectuală a omului, schimbând astfel radical sau chiar punând capăt civilizației. Deoarece capacitățile unei astfel de inteligențe pot fi imposibil de înțeles, singularitatea tehnologică este un eveniment dincolo de care evenimentele sunt imprevizibile sau chiar imposibil de imaginat.
Ray Kurzweil a folosit legea lui Moore (care descrie îmbunătățirea exponențială neîncetată a tehnologiei digitale) pentru a calcula că calculatoarele desktop⁠(d) vor avea aceeași putere de procesare ca și creierul uman până în anul 2029 și prezice că singularitatea va avea loc în 2045.

#### Transumanismul
Proiectantul de roboți Hans Moravec⁠(d), ciberneticianul Kevin Warwick⁠(d) și inventatorul Ray Kurzweil au prezis că oamenii și mașinile se vor îmbina în viitor în cyborgi care vor fi mai capabili și mai puternici decât oricare dintre ei. Această idee, numită transumanism, are rădăcini în Aldous Huxley și Robert Ettinger . 
Edward Fredkin⁠(d) susține că „inteligența artificială este următoarea etapă a evoluției”, o idee propusă inițial de „Darwin între mașini⁠(d)” a lui Samuel Butler (1863) și extinsă de George Dyson⁠(d) în cartea cu același nume în 1998.

## În ficțiune

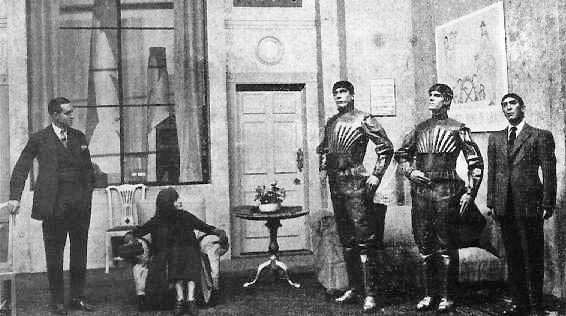
Însuși cuvântul „robot” a fost inventat de Karel Čapek în piesa de teatru RUR din 1921, titlul ei însemnând „Roboți Universali Rossum”

Ființele artificiale capabile de gândire au apărut ca instrumente narative încă din antichitate și au fost o temă persistentă în science fiction. 
Un motiv⁠(d) comun în aceste lucrări a început cu Frankenstein al lui Mary Shelley, unde o creație umană devine o amenințare pentru stăpânii săi. Motivul apare și în opere ca în cartea 2001: O Odisee Spațială de Arthur C. Clarke și filmul cu același titlu al lui Stanley Kubrick (ambele din 1968), cu HAL 9000, computerul ucigaș care controlează nava spațială Discovery One⁠(d); precum și The Terminator (1984) și The Matrix. În schimb, roboți credincioși sunt rari, cum ar fi Gort din Ziua în care Pământul s-a oprit (1951) și Bishop din Aliens (1986), sunt mai puțin proeminenți în cultura populară.
Isaac Asimov a introdus cele trei legi ale roboticii în multe cărți și povestiri, mai ales seria „Multivac” despre un computer super-inteligent cu același nume. Legile lui Asimov sunt adesea aduse în discuțiile nespecialiștilor în etica mașinilor; aproape toți cercetătorii de inteligență artificială sunt familiarizați cu legile lui Asimov prin cultura populară, dar ei le consideră în general inutile din mai multe motive, dintre care unul este ambiguitatea lor.
Transumanismul (îmbinarea oamenilor și mașinilor) este explorat în manga Ghost in the Shell și în seria science-fiction Dune. În anii 1980, seria Sexy Robots a artistului Hajime Sorayama⁠(d) a fost pictată și publicată în Japonia, reprezentând forma umană organică reală cu piei metalice pline de viață, și ulterior cartea „Gynoids", care a fost folosită de sau chiar i-a influențat pe producători de film, între care George Lucas. Sorayama nu a considerat niciodată că acești roboți organici sunt o parte reală a naturii, ci mereu un produs nenatural al minții umane, o fantezie existentă doar în minte chiar și atunci când este realizată în formă reală. 
Mai multe lucrări utilizează IA pentru a ne forța să ne confruntăm cu întrebarea fundamentală despre ce ne face să fim umani, arătându-ne ființe artificiale care au capacitatea de a simți⁠(d) și, astfel, de a suferi. Acest lucru apare în „RUR” a lui Karel Čapek, în filmele „Inteligența artificială” și „Ex Machina”, precum și în romanul „Visează androizii oi electrice?” de Philip K. Dick. Dick consideră ideea că înțelegerea subiectivității umane este modificată de tehnologia creată cu inteligența artificială.